# Safor

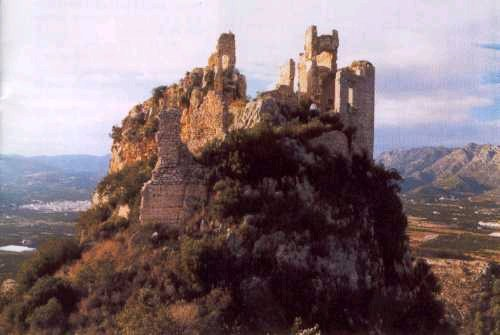
Castell de Marinyén

La Safor és una comarca valencianoparlant del centre del País Valencià, amb capital a Gandia.
Històricament, la delimitació de la comarca de la Safor està relacionada amb l'existència del Ducat de Gandia, abans Senyoriu de Gandia.
La Safor es pot dividir en dos subcomarques ben diferenciades: la Valldigna (al nord) i l'Horta de Gandia (al sud).
Políticament, la Safor existeix des que els municipis de la comarca es van constituir com a Mancomunitat de Municipis. Decret del Consell del País Valencià de 26 de març de 1982. Aquest Decret ha estat derogat per l'aprovació d'un nou Estatut per a la Mancomunitat de Municipis de la Safor el gener de 2008.

## Geografia
El territori de la comarca és caracteritzat per una planura al·luvial costanera envoltada d'un interior muntanyós. Les serres de Mustalla, la Safor, Grossa i de les Agulles, l'envolten separant-la físicament de les comarques veïnes. La plana litoral, excepte les zones marjalenques, es troba ocupada quasi totalment pel cultiu del taronger i presenta una concentració urbana d'alta densitat. La proximitat i les múltiples relacions entre les poblacions que integren la comarca, fan que la Safor es puga considerar com un conjunt urbà, comuna ciutat dispersa, envoltada de camps, dedicats en la seua majoria al cultiu de la taronja. Cims situats a poca distància de la mar, camps de tarongers que arriben als vessants de les muntanyes i amples horitzonts que es fonen amb la línia de la costa, constitueixen alguns dels elements del paisatge més identificadors de la comarca.
La Safor és la comarca que junt amb la Marina Alta té la mitjana de precipitacions més alta de tot el País Valencià, gràcies a la bona posició orogràfica favorable als vents de llevant i gregal.

### Fites naturals
Al nord de la comarca hi ha la Serra de les Agulles, últim punt del sistema ibèric, la separa de la Ribera Baixa; a l'oest el Massís del Mondúber, la Serra Falconera, últims punts de les serres bètiques valencianes, la separen de la Ribera Alta i la Costera; la Serra Grossa a l'oest, de la Vall d'Albaida i al sud, la Serra d'Ador i el Circ de la Safor, la Serra Gallinera i la Serra de Mustallà la separen de la Marina Alta i el Comtat. Finalment, a l'est queda la mar Mediterrània.
Superfície de la comarca: 429,6 km 2

### Geologia
Igual que a la resta del País Valencià, les roques de la Safor són, gairebé en la seua totalitat, d'origen sedimentari. Hi predominen les roques carbonatades, de composició i gènesi diversa: Calcàries, dolomies i margues.
En segon lloc abunden les roques detrítiques, no compactades (argiles, llims, arenes i graves) o
compactades (lutites, gresos, rudites, etc.).
Un tipus particular de roques sedimentàries, les torbes -d'origen orgànic- han tingut importància econòmica durant la fi del segle xx a la Marjal de Xeraco, amb processos extractius. La torba es dedicava a la millora de terres de cultiu mitjançant barreja, a la confecció de substrats de cultiu de plantes en test, o a l'elaboració de fertilitzants.

### Rius
Els principals rius que travessen la comarca són el Serpis o riu d'Alcoi, el Vernissa i el Vaca o riu de Xeraco.
El Serpis naix a les serres de la comarca de l'Alcoià. Travessa la mateixa comarca de naixement i la comarca de la Safor. Entre l'Orxa i Vilallonga de la Safor travessa la serra de la Safor per unes gorges estretes i ben conservades. Després de rebre el seu afluent, el Vernissa, les aigües fluvials van cap al Grau de Gandia, on desemboca a la mar Mediterrània i que forma la Vall del Vernissa, subcomarca de la Safor composta per set municipis: Palma de Gandia, Ador, Alfauir, Almiserà, Castellonet de la Conquesta, Llocnou de Sant Jeroni i Ròtova, situats al voltant del riu.
El Vaca és de curt recorregut. Naix a la part simatera del massís del Mondúber i travessa part de la comarca natural de la Valldigna. L'únic afluent significatiu és el Vadell (topònim derivat de Vedell, Fill de la Vaca).
La Marjal.

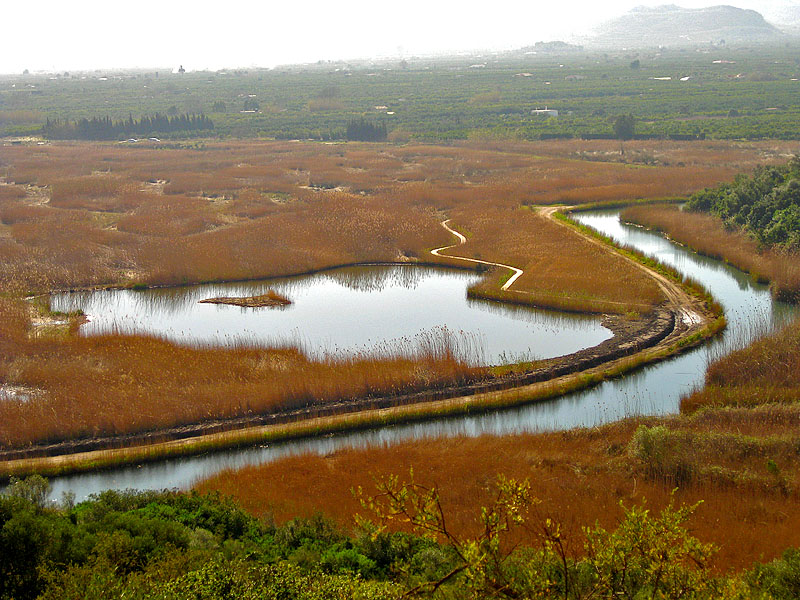
Vista parcial Marjal Pego i Oliva

Entre les muntanyes i les platges de la comarca, hi ha una depressió on s'embassa l'aigua de les precipitacions que cauen a les conques de recepció. Juntament amb l'aigua de la pluja, existeixen els anomenats ullals, una espècie de brolladors que també aboquen aigua durant tot l'any a les marjals.
Actualment, les marjals s'han dessecat i omplit de terra, en gran part per dedicar-les al cultiu.
Els sectors millors conservats de marjal saforenca són els pertanyents als termes municipals de Xeresa i d'Oliva.
Rambles o barrancs.
Les aigües fortes provocades per les pluges torrencials típiques de certes èpoques de l'any al clima mediterrani, circulen per lleres, normalment seques. La manca d'intervenció humana en la neteja i restauració dels barrancs pot provocar inundacions en moments de gran cabal d'aigua.
Al bell mig de la comarca hi ha la Rambla de Sant Nicolau o Barranc de Beniopa, amb una secció important i malgrat això nombroses ocasions en les quals s'ha desbordat. Transcorre pel terme de Gandia. Xeresa té un barranc que naix al massís del Mondúber i passa pel mig del nucli urbà. Xeraco té també un barranc important, el de Les Fonts, anomenat així perquè és la unió de diversos barrancs, dos dels quals tenen sengles fonts a les capçaleres. Altres barrancs són el Barranc de Palmera i el del Molinell, que fita amb la comarca veïna pel sud.
Cordó litoral.
El cordó litoral o punta, és una faixa de sediments que separa una zona antigament marina de l'actual mar. La zona interior de la faixa, pot ser permanentment inundada -el cas de deltes, d'estanys o d'albuferes- o ocasionalment -com el cas de les marjals, que poden eixugar-se-.
A la comarca de la Safor el cordó litoral és de textura sorrenca i com a conseqüència presenta morfologia dunar. Encara que restes dunars -les motes- perduren degradades de la platja de Tavernes fins a la Platja de Gandia, és a la banda nord d'esta última platja on millor es conserva el perfil dunar. Concretament a l'anomenada Platja de l'Auir.

### Botànica
A la comarca hi ha bona varietat d'ecosistemes. Els més habituals són la màquia i el bosc mediterrani degradat.
A continuació hi ha una col·lecció de fotografies de les espècies arbòries i arbustives més conegudes amb el nom científic i el vulgar respectivament:

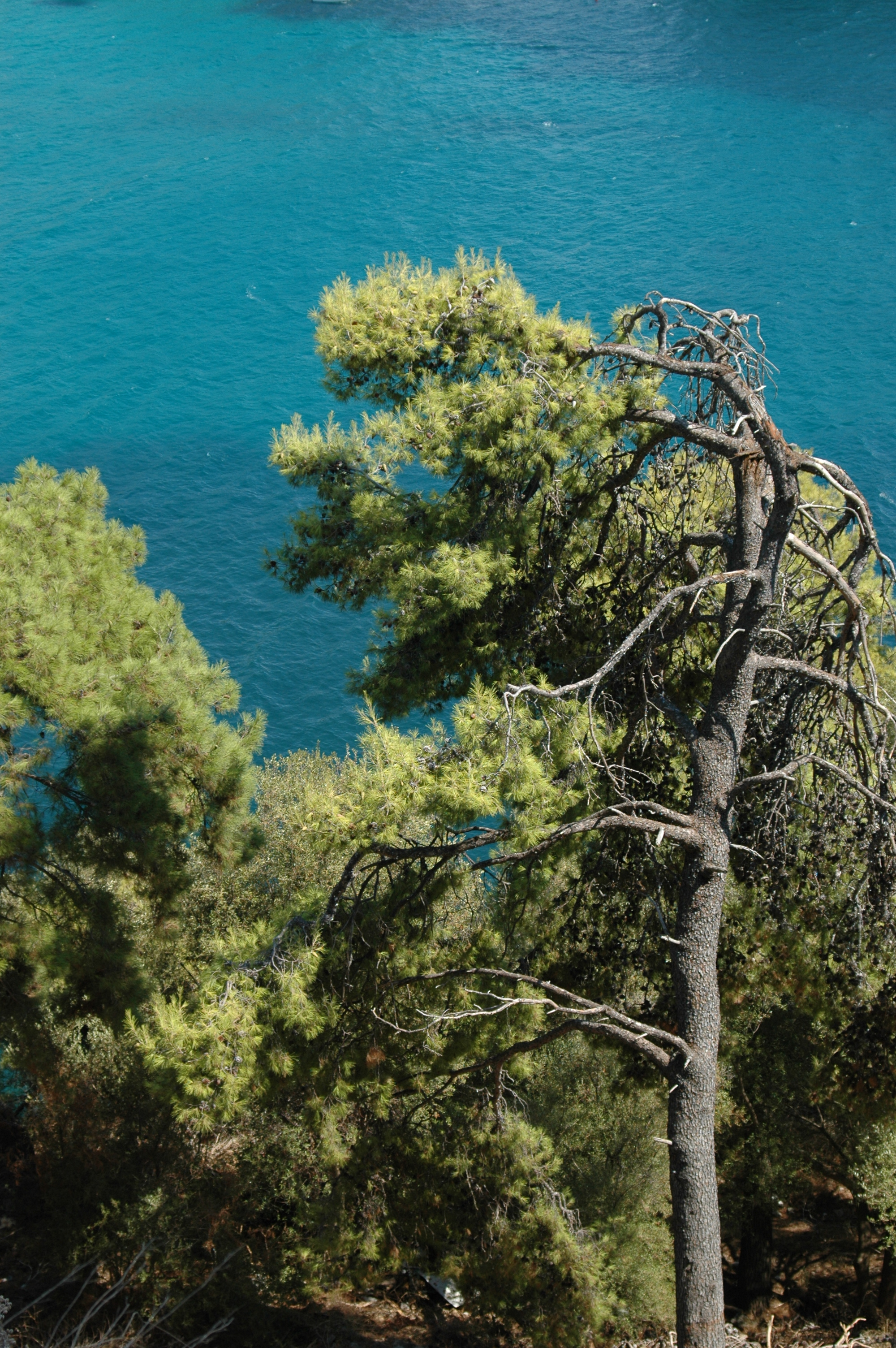
Pinus halepensis, pi blanc
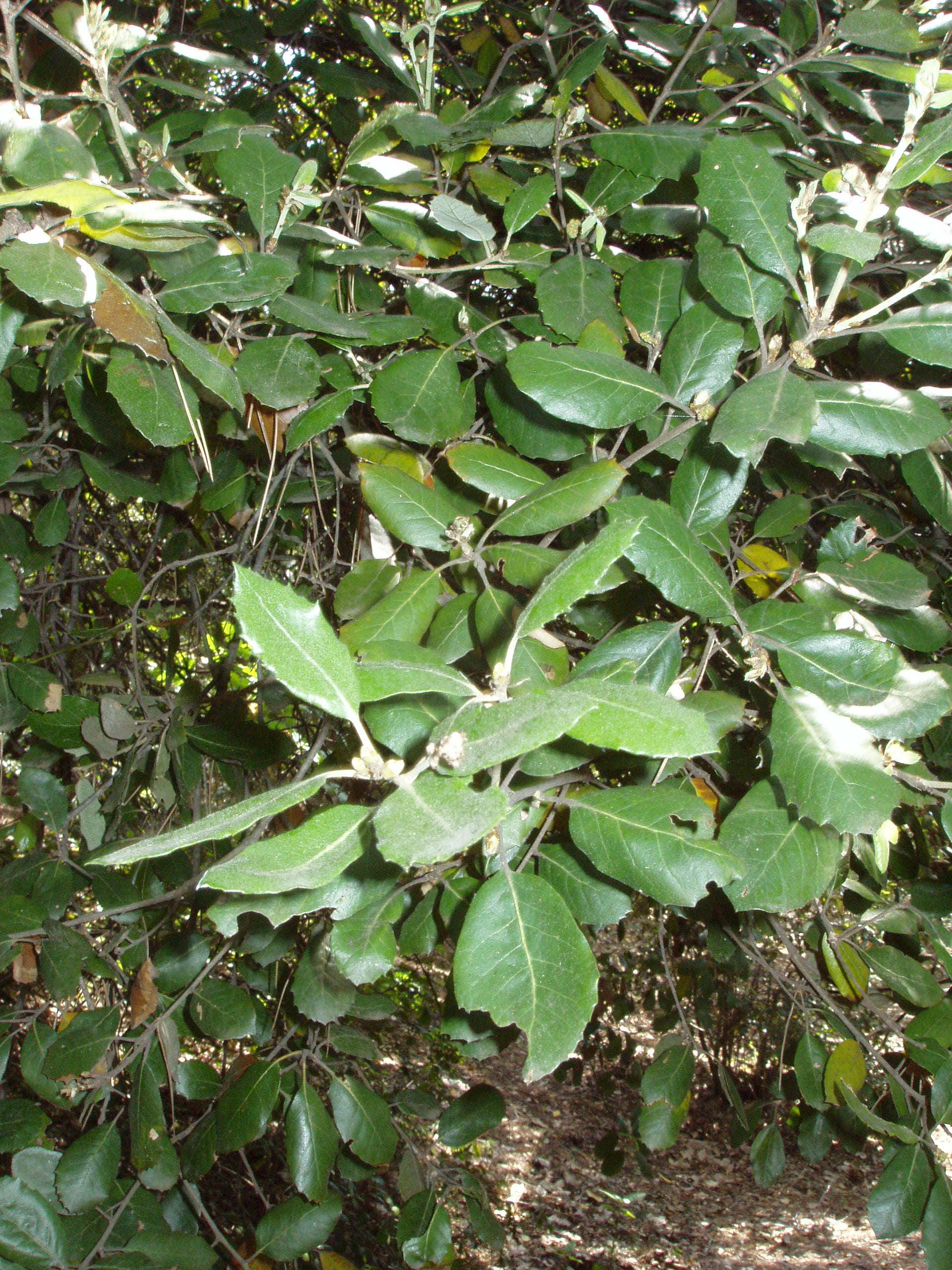
Quercus ilex, carrasca
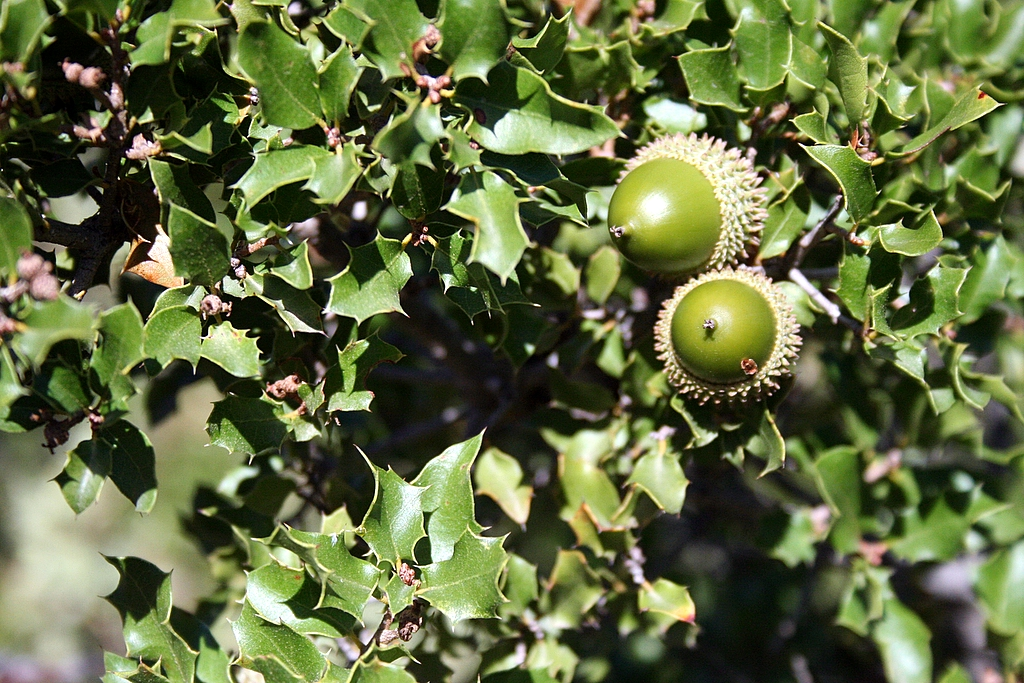
Quercus coccifera, coscoll
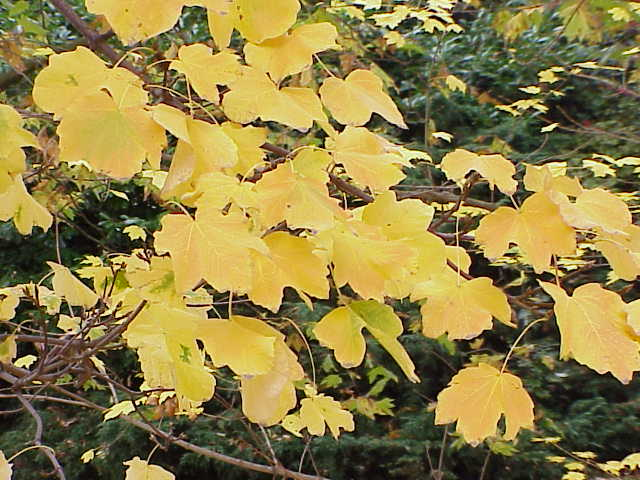
Acer opalus, blada o auró blanc
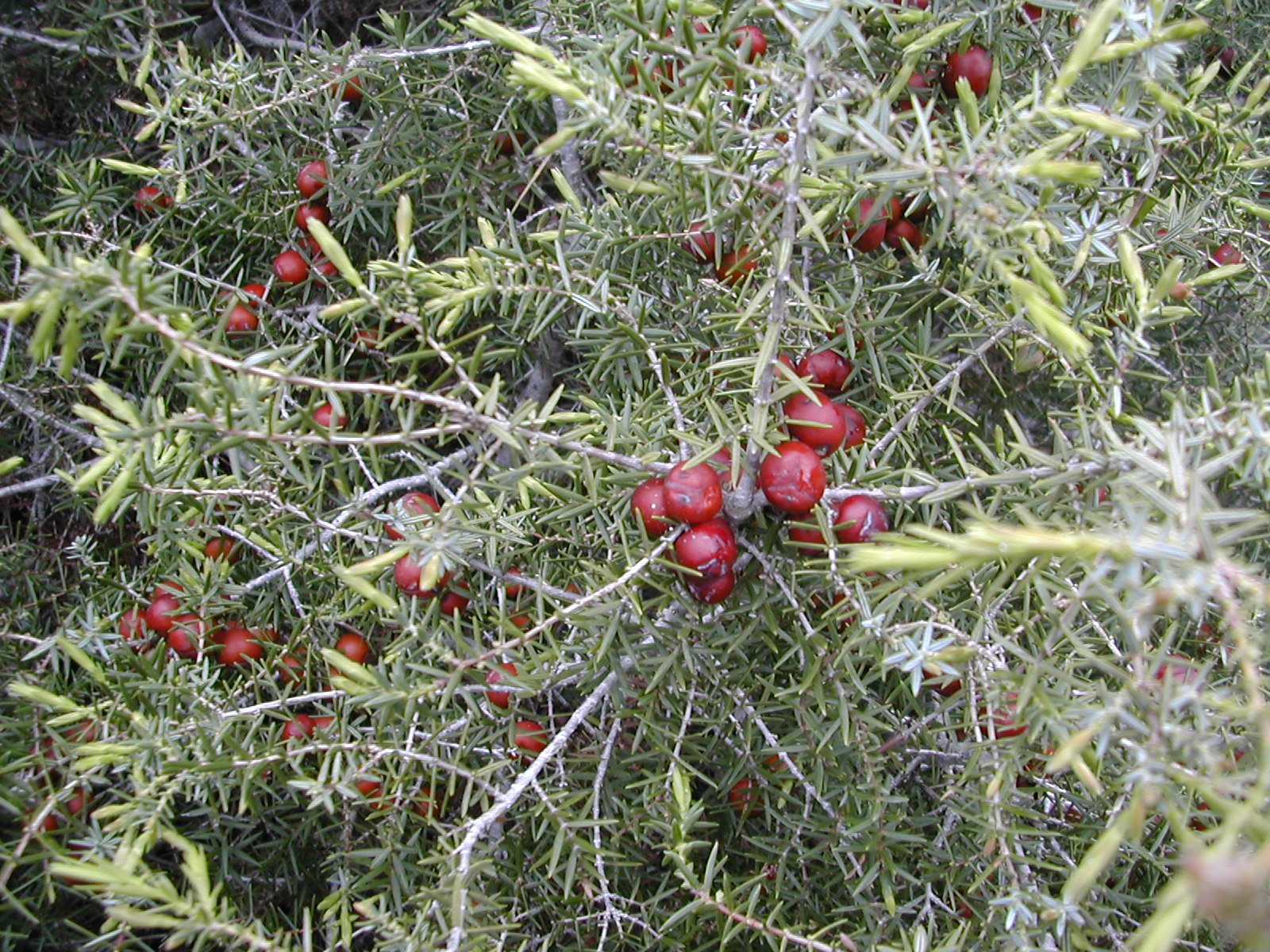
Juniperus oxycedrus, càdec
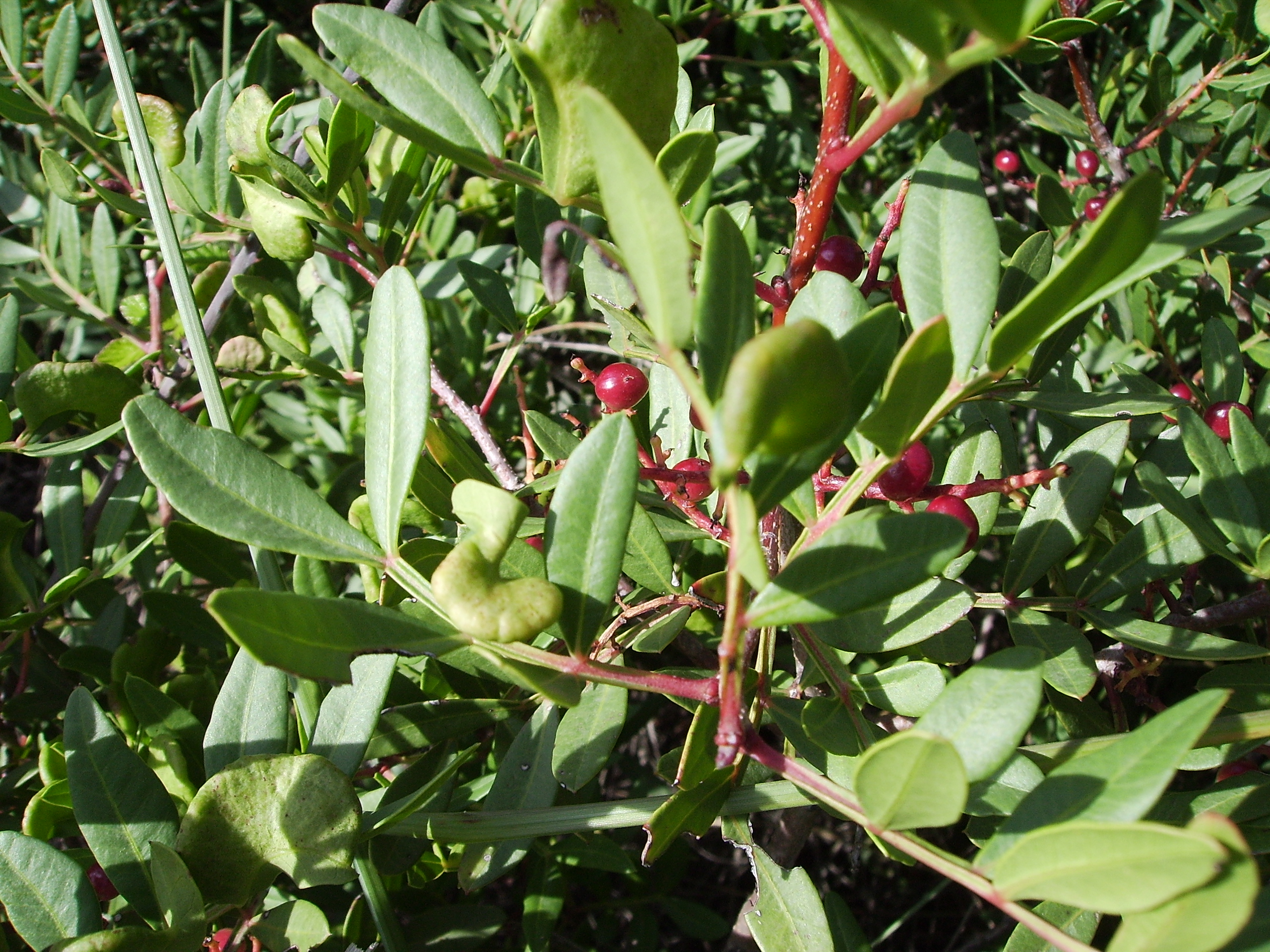
Pistacia lentiscus,llentiscle
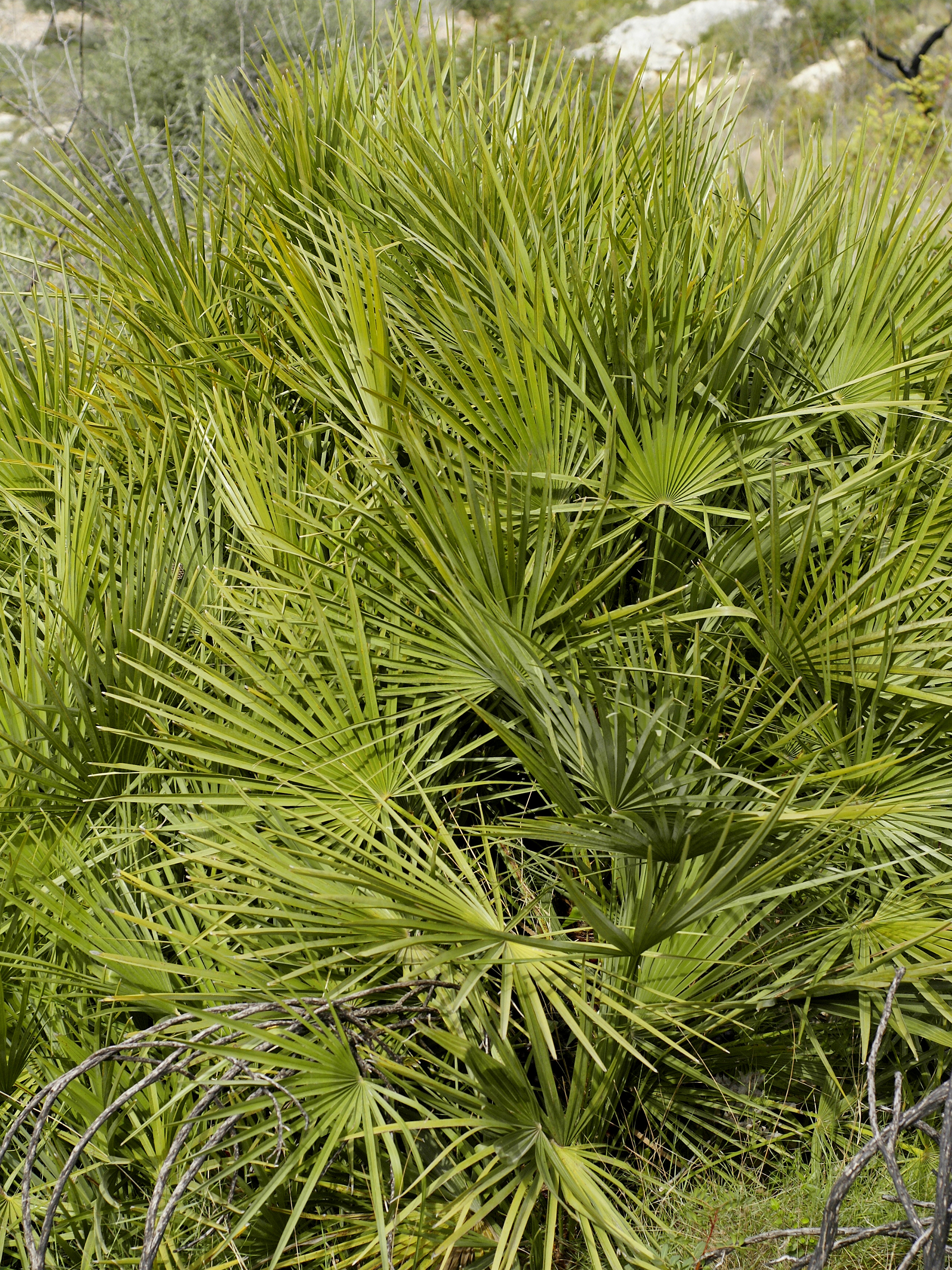
Chamaerops humilis, margalló
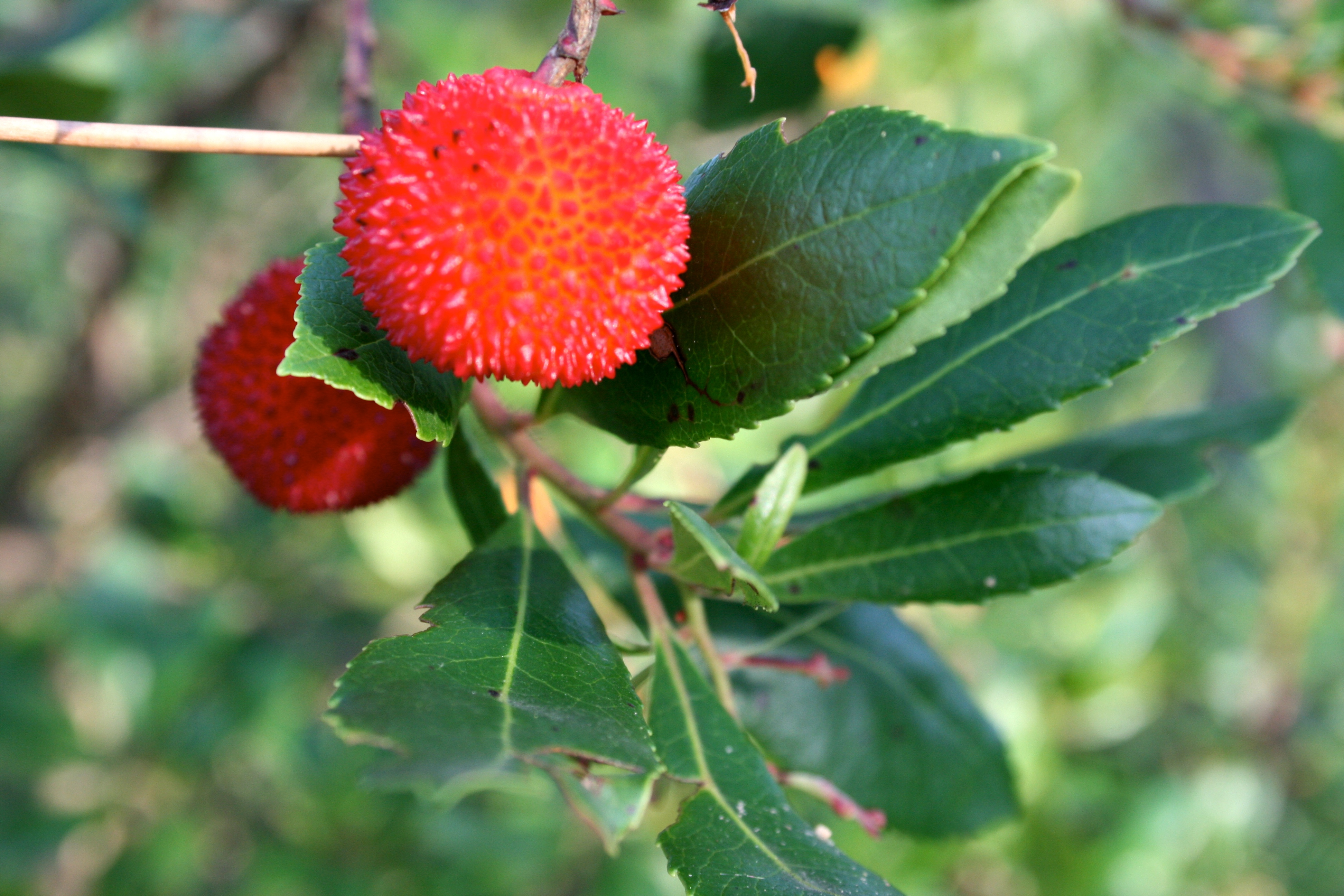
Arbutus unedo, arborcer
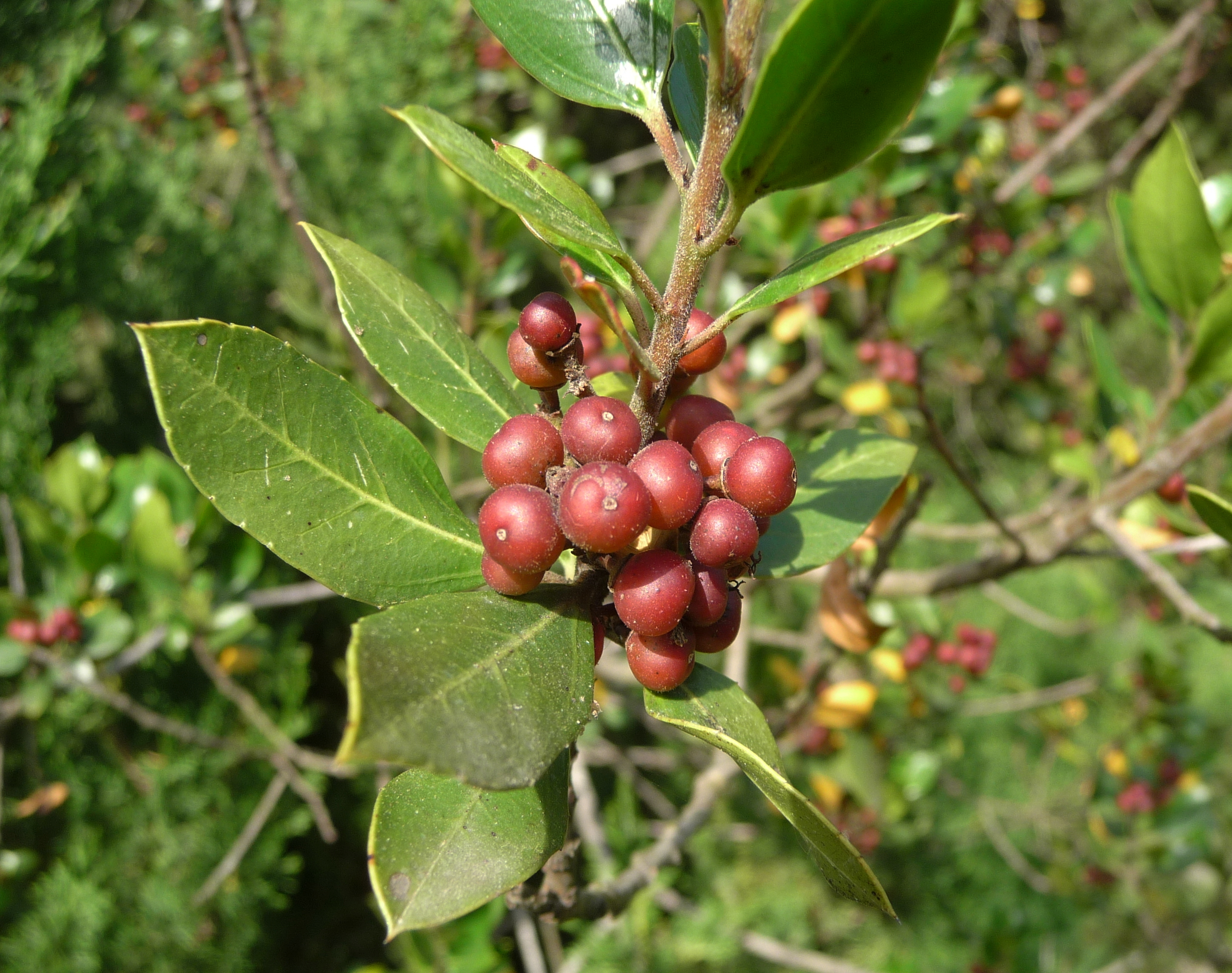
Rhamnus alaternus, aladern
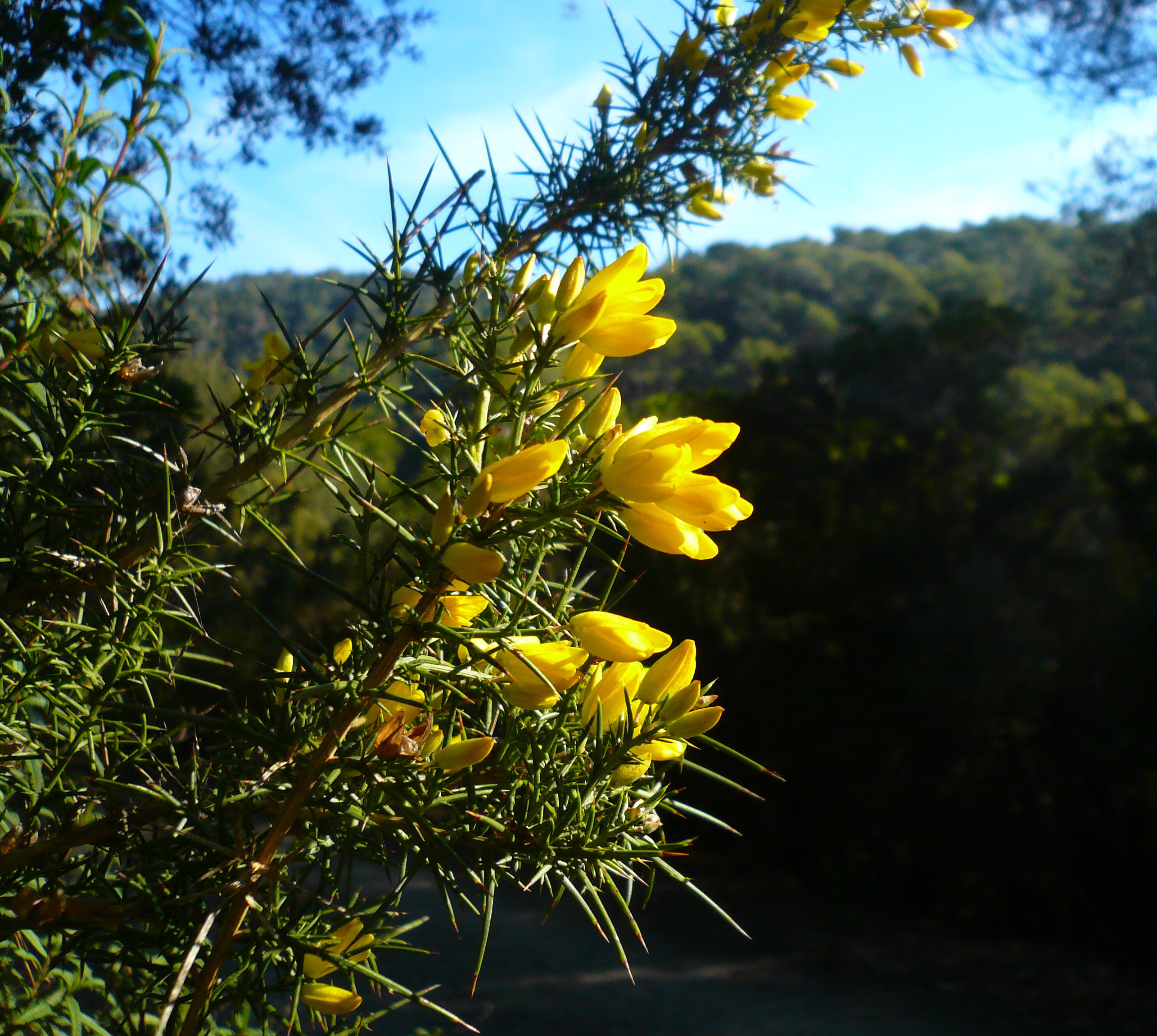
Ulexparviflorus, argelaga
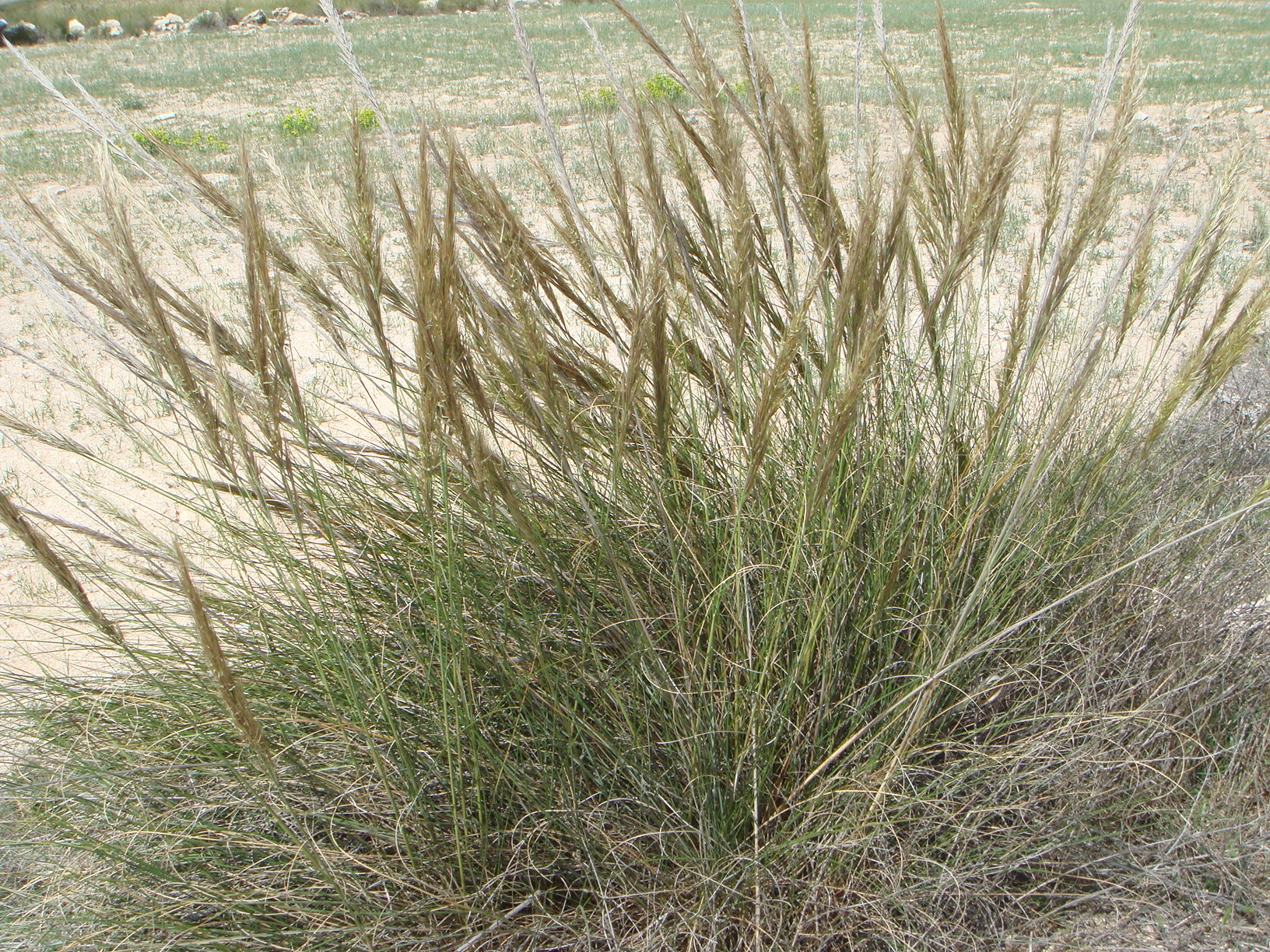
Stipa tenacissima, espart
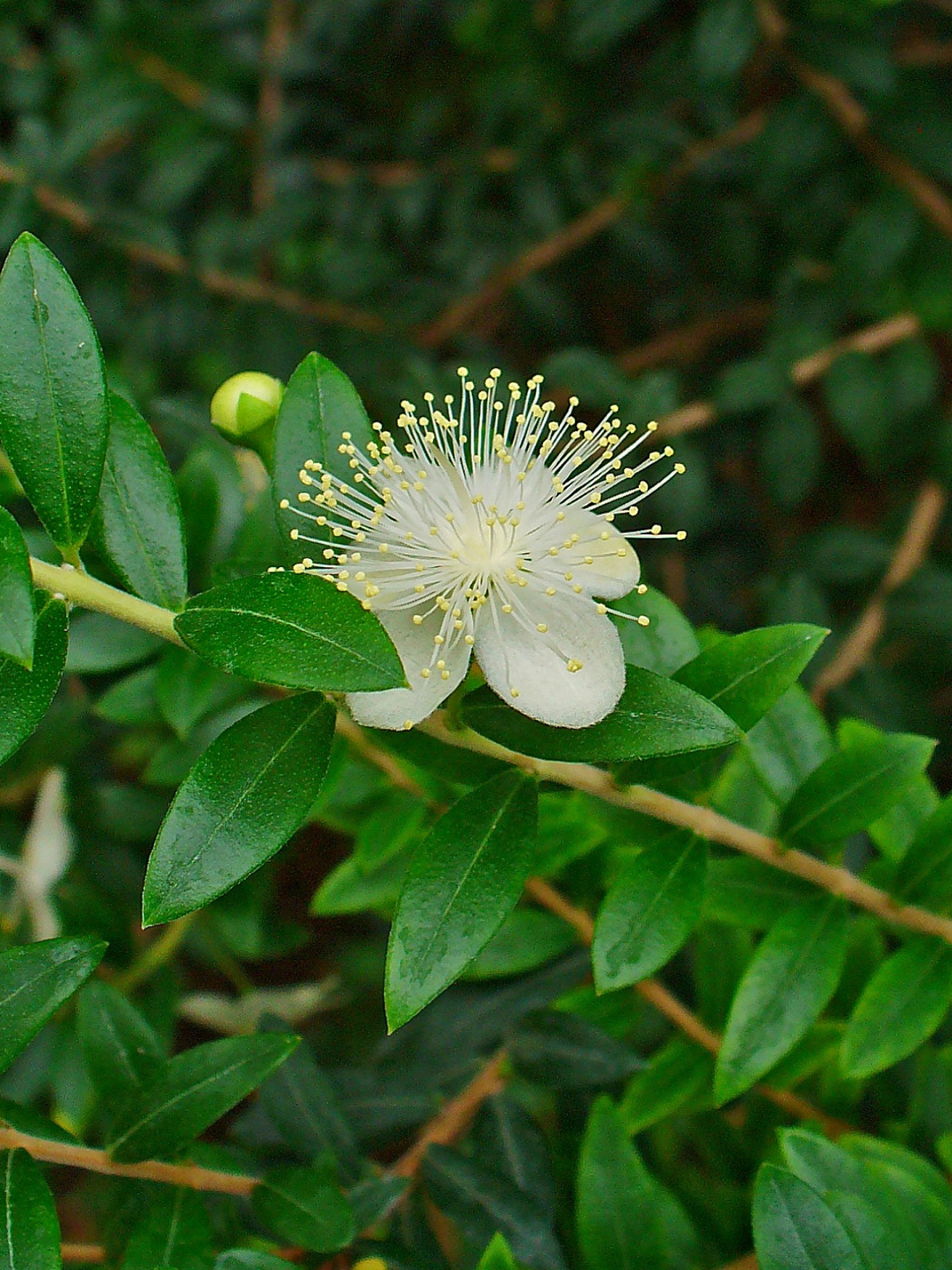
Myrtus communis, murta

### Fauna
Aus més comuns,
Arpellot de marjal (Circus aeruginosus).
Cigonya blanca (Ciconia ciconia).
Agró roig (Ardea purpurea).
Camallonga (Himantopus himantopus).
Collverd (Anas platyrhynchos).
Polla d'aigua (Gallinula chloropus).
Amfibis més comuns,
Granota (Rana perezi).
Gripau comú (Bufo bufo).
Peixos més comuns,
Llissa cabuda (Mugil cephalus).
Anguila (Anguila anguila).
Bagra ibèrica Leuciscus pyrenaicus.
Barb (Barbus bocagei bocagei).
Carpa (Cyprinus carpio).
Samaruc (Valencia hispanica).
Rèptils més comuns,
Tortuga d'aigua (Emys orbicularis).
Escurçó d'aigua (Natrix maura).
Sargantana ibèrica comuna (Podarcis hispanica).
Serp verda (Malpolon monspessulanus).
Mamífers més comuns,
Mostela (Mustela nivalis)
Rabosa (Vulpes vulpes)
Rata d'aigua (Arvicola sapidu)
Rata comuna (Rattus norvegicus)
Rata penada de cova Miniopterus schreibersii

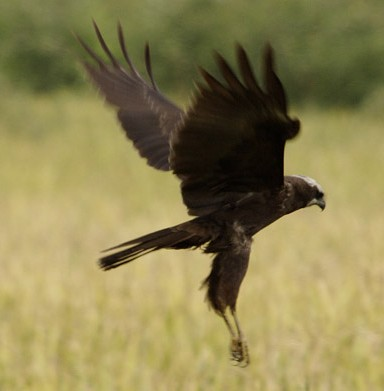
Circus aeruginosus, Arpellot de marjal
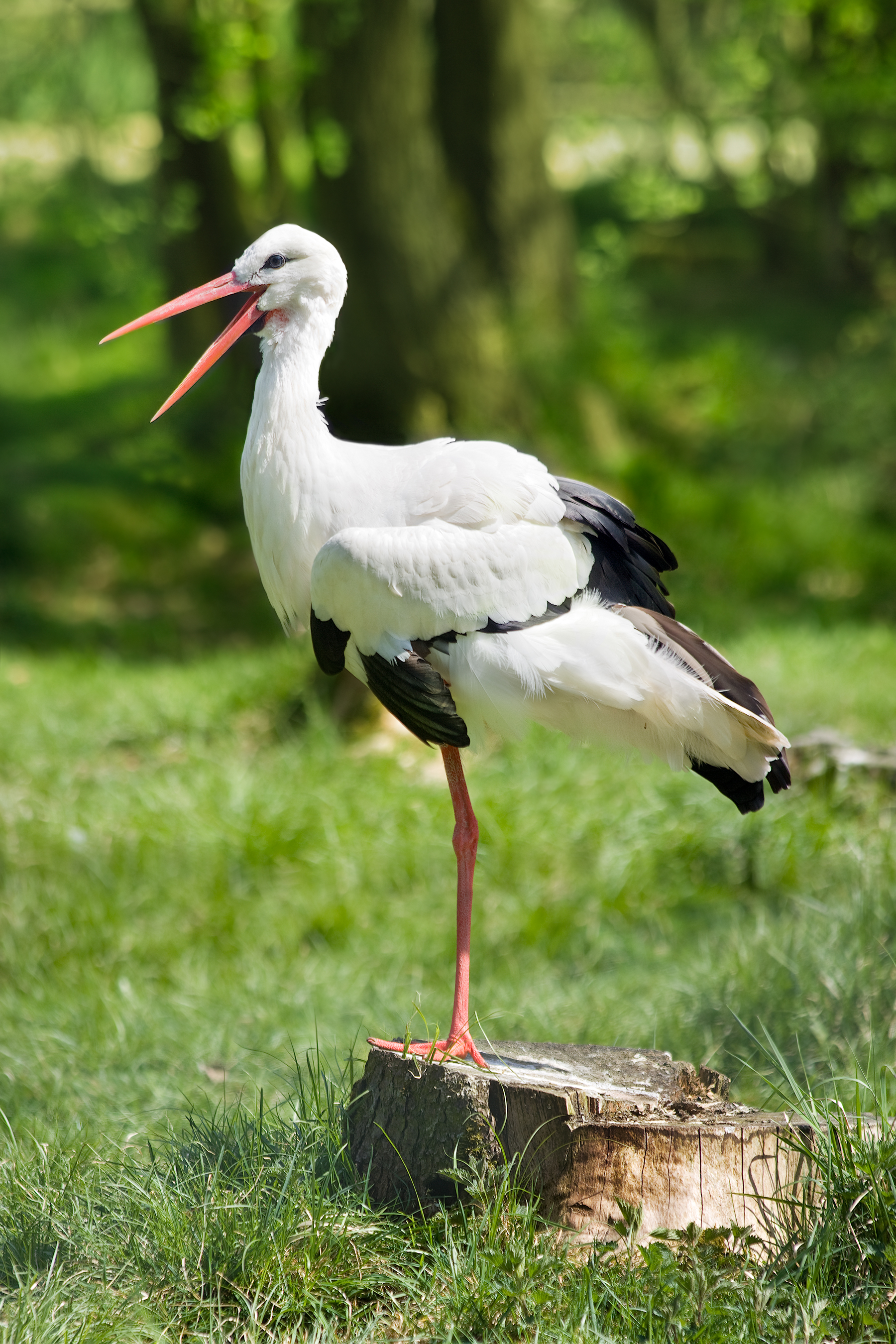
Ciconia ciconia, Cigonya blanca
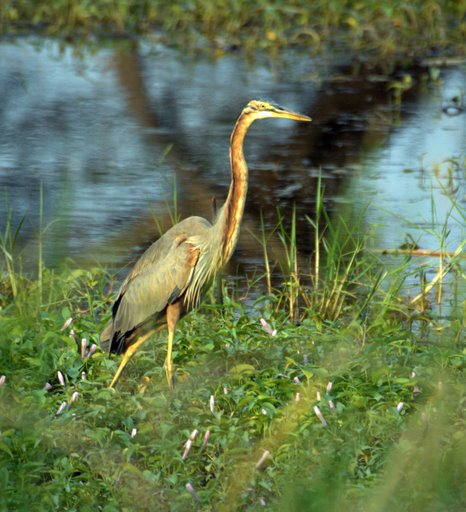
Ardea purpurea, Agró roig
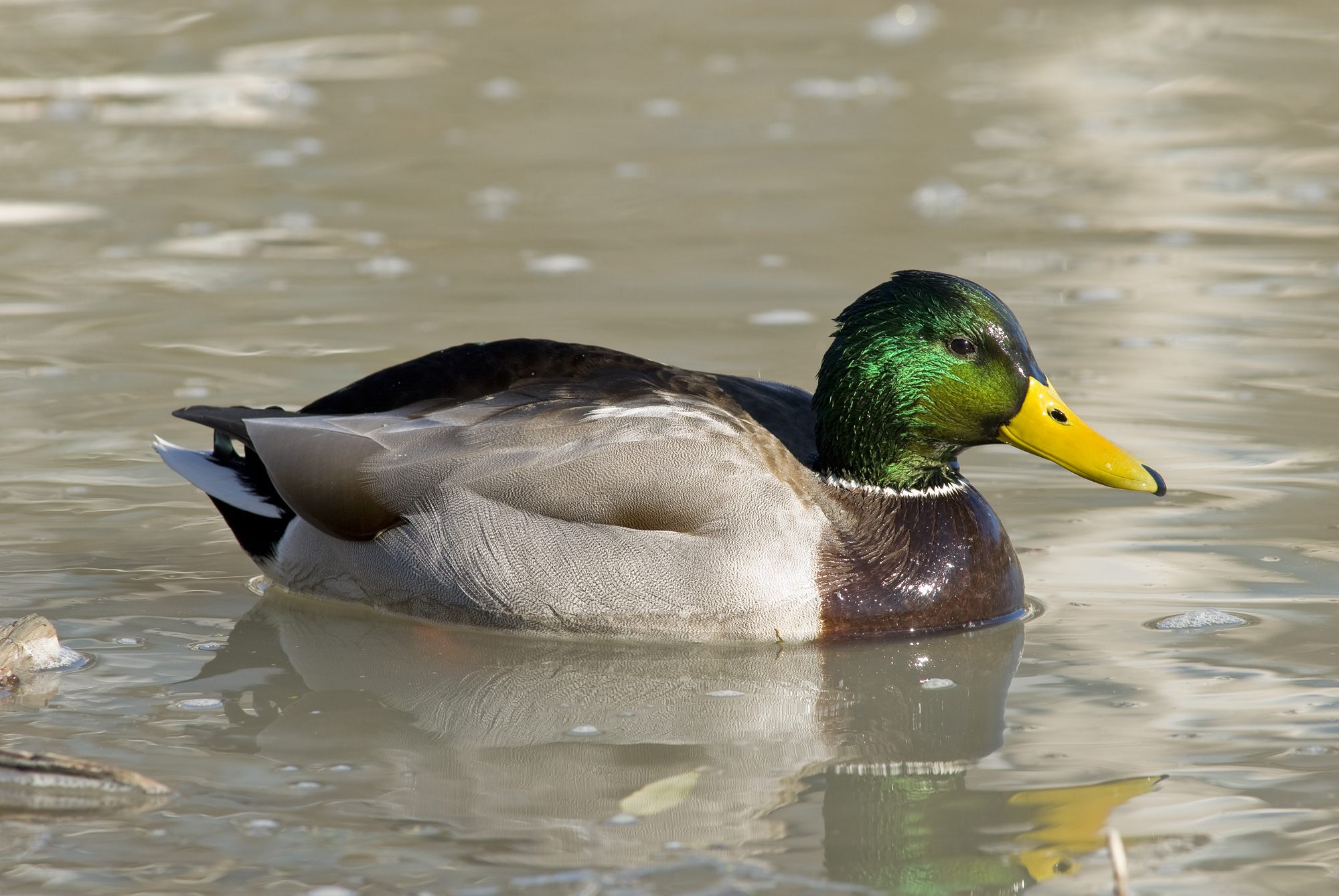
Anas platyrhynchos, Collverd
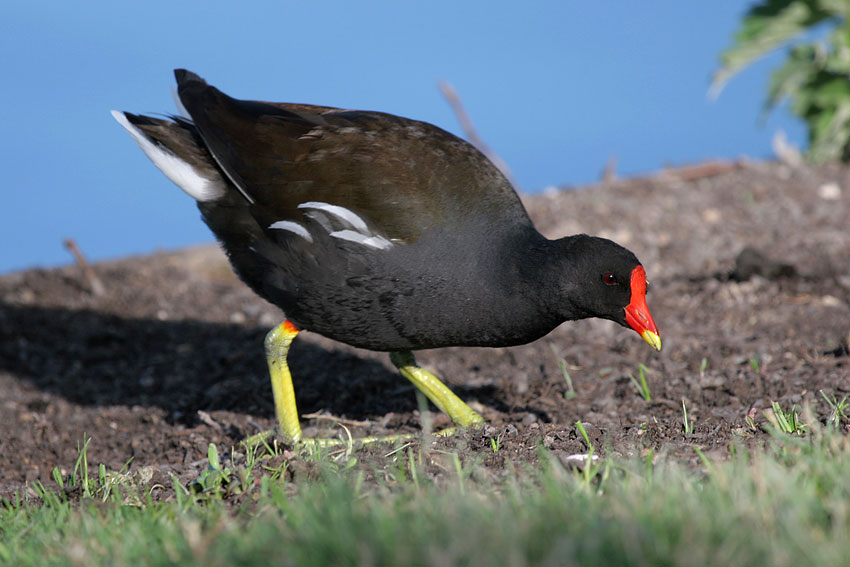
Gallinula chloropus, Polla d'aigua
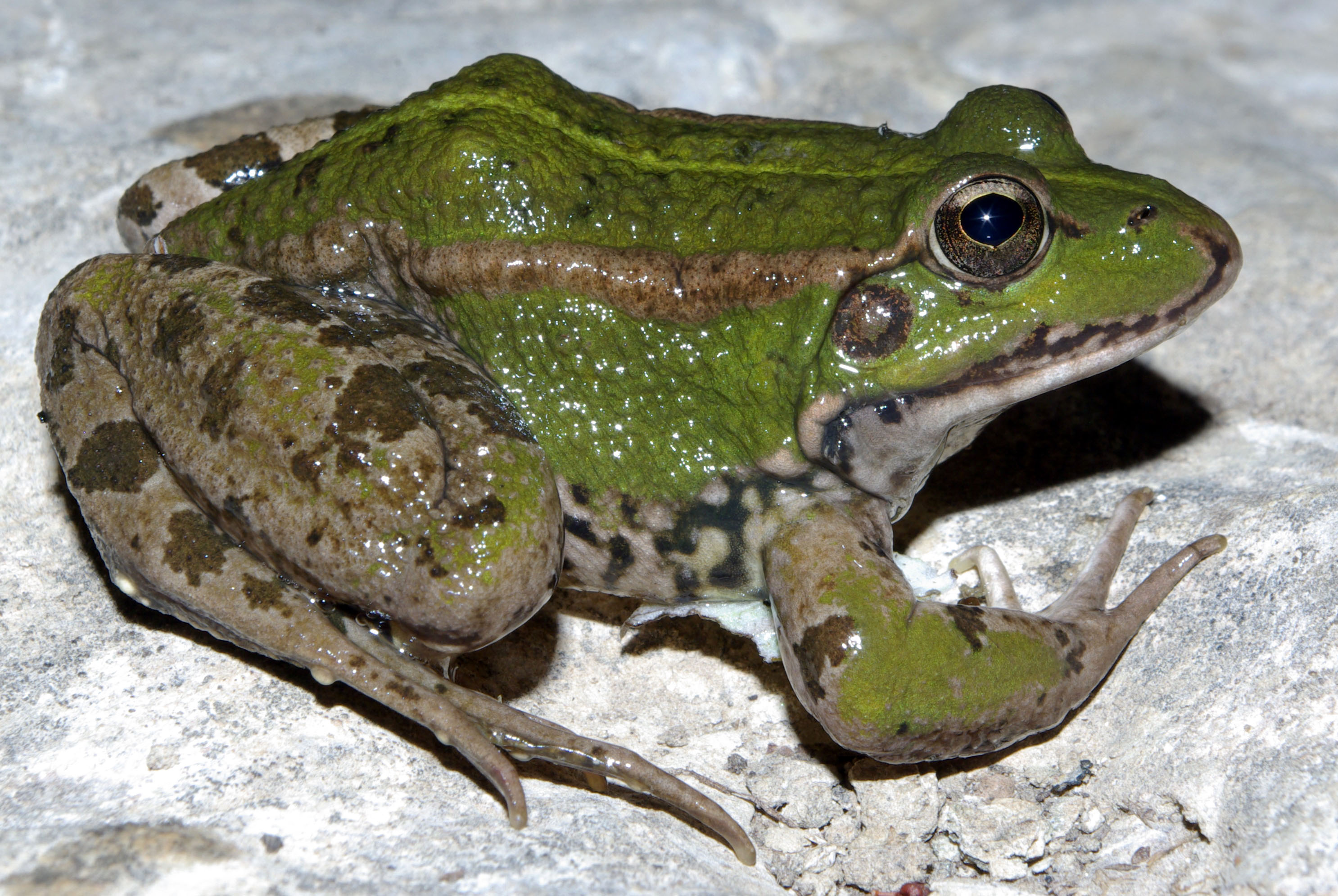
Rana perezi, Granota
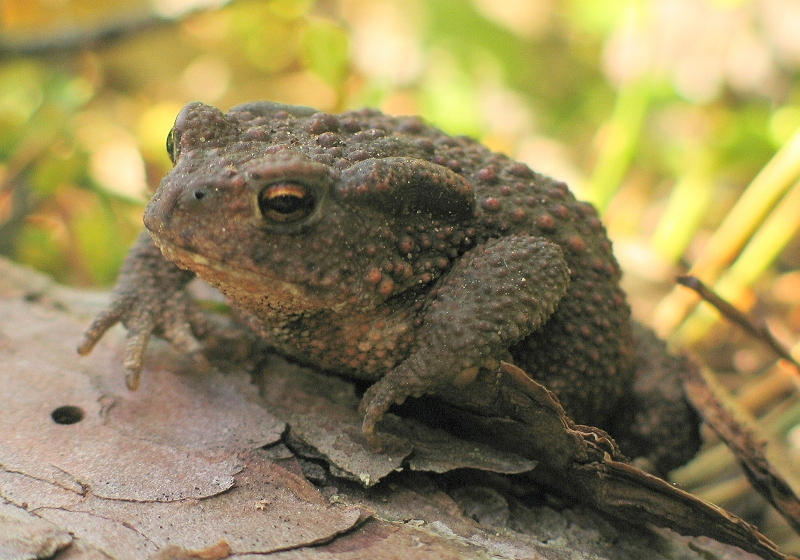
Bufo bufo, Gripau comú
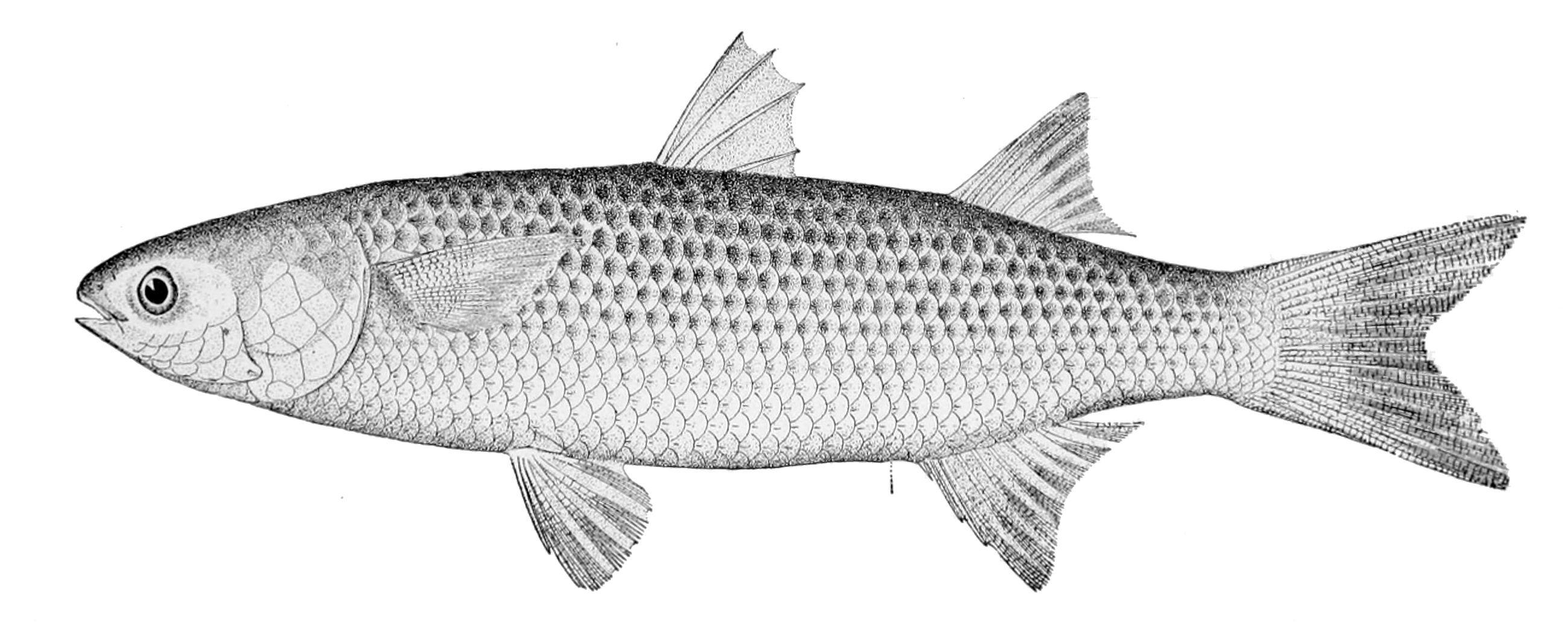
Mugil cephalus, Llissa cabuda
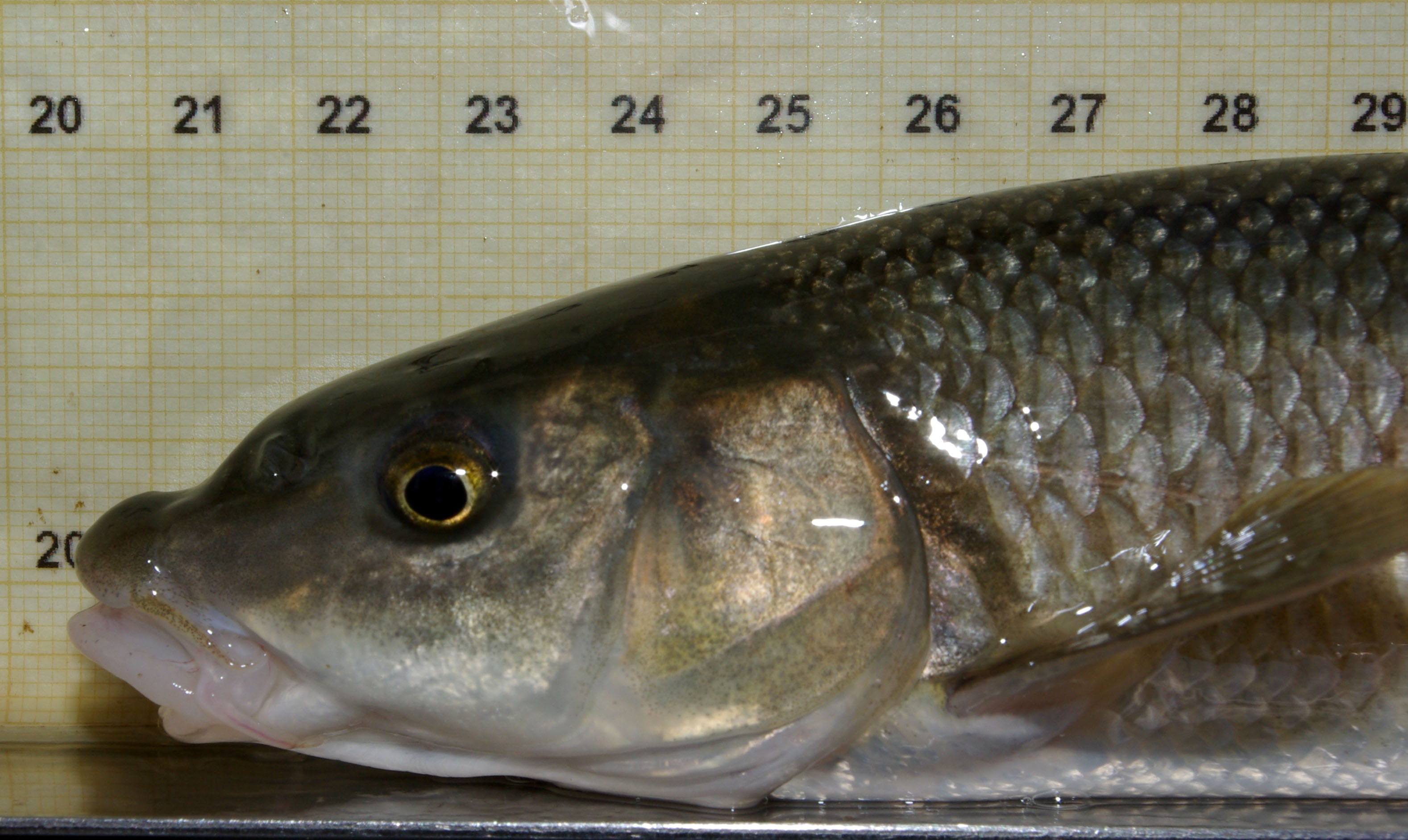
Barbus bocagei, Barb
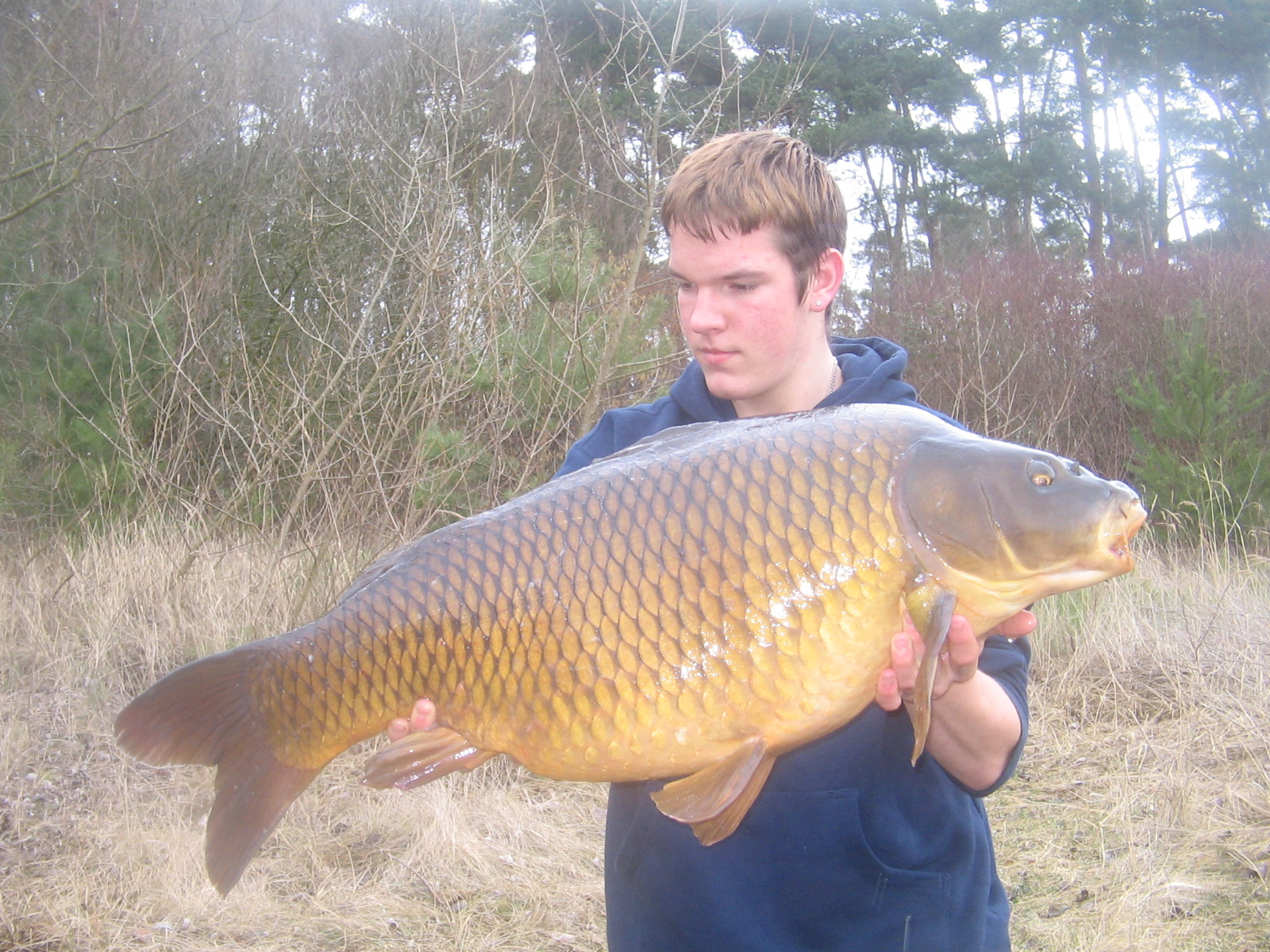
Cyprinus carpio, Carpa
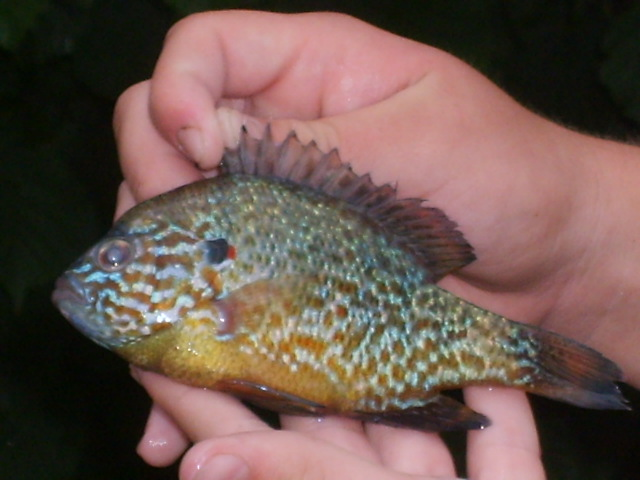
Lepomis gibbosus, Peix sol
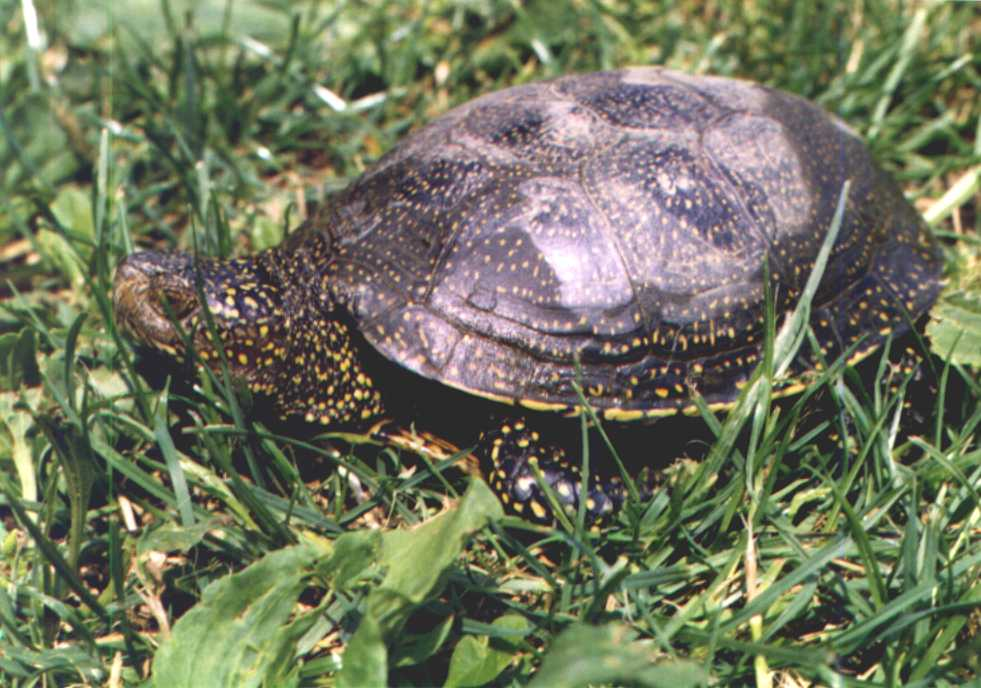
Emys orbicularis, Tortuga d'aigua
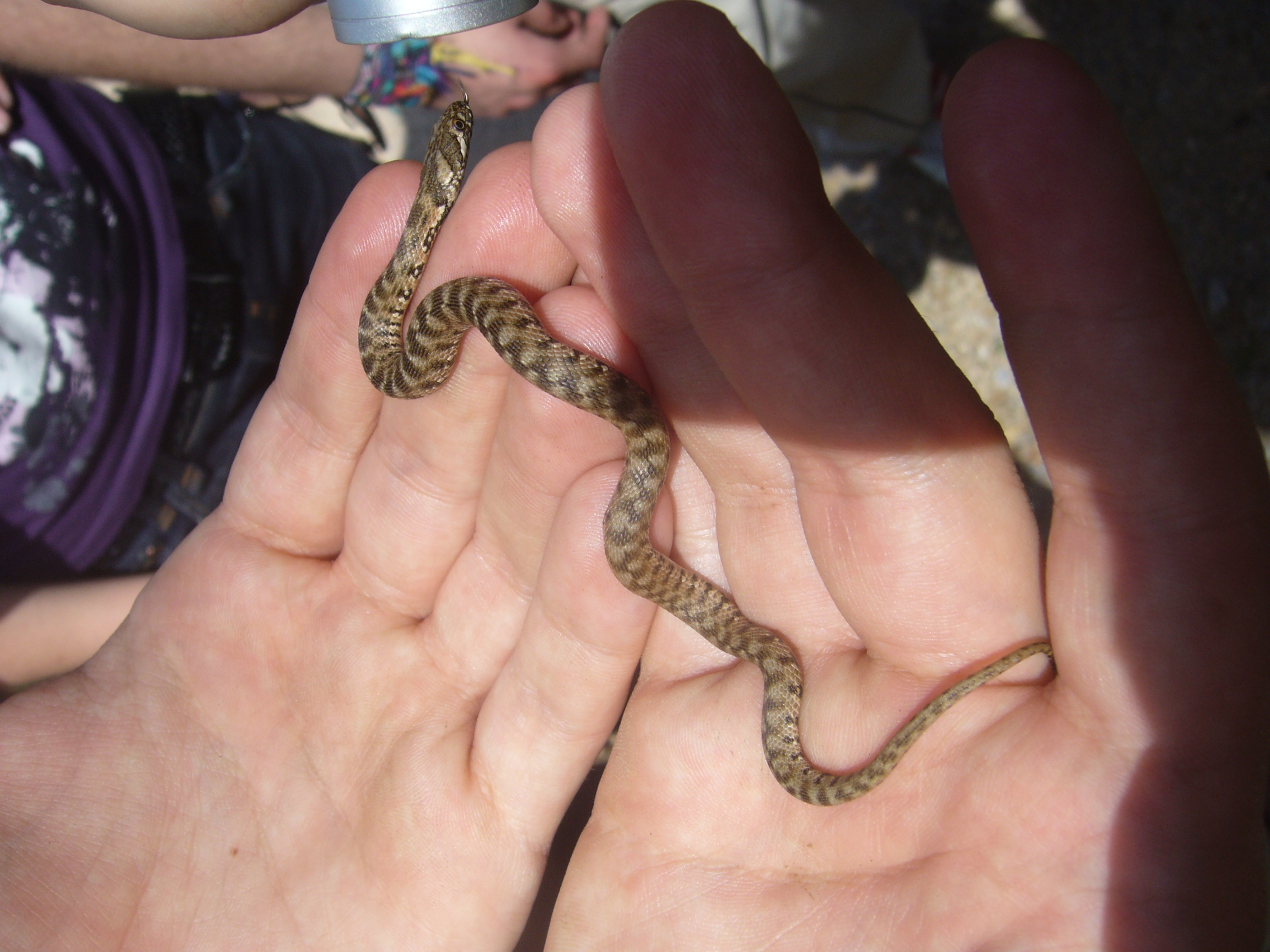
Natrix maura, Escurçó d'aigua
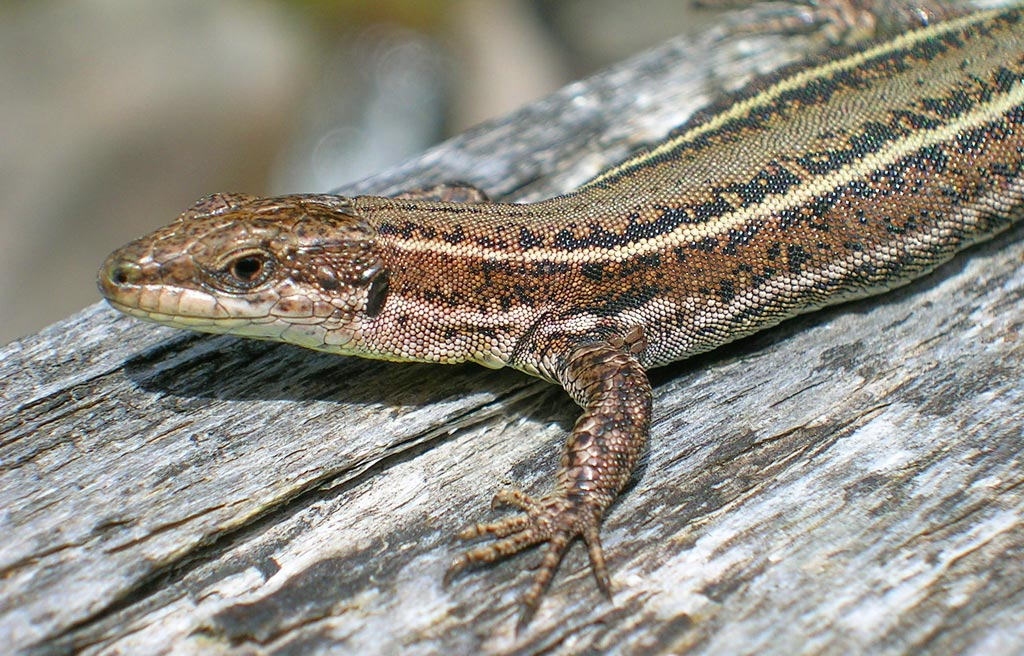
Podarcis hispanica, Sargantana ibèrica comuna
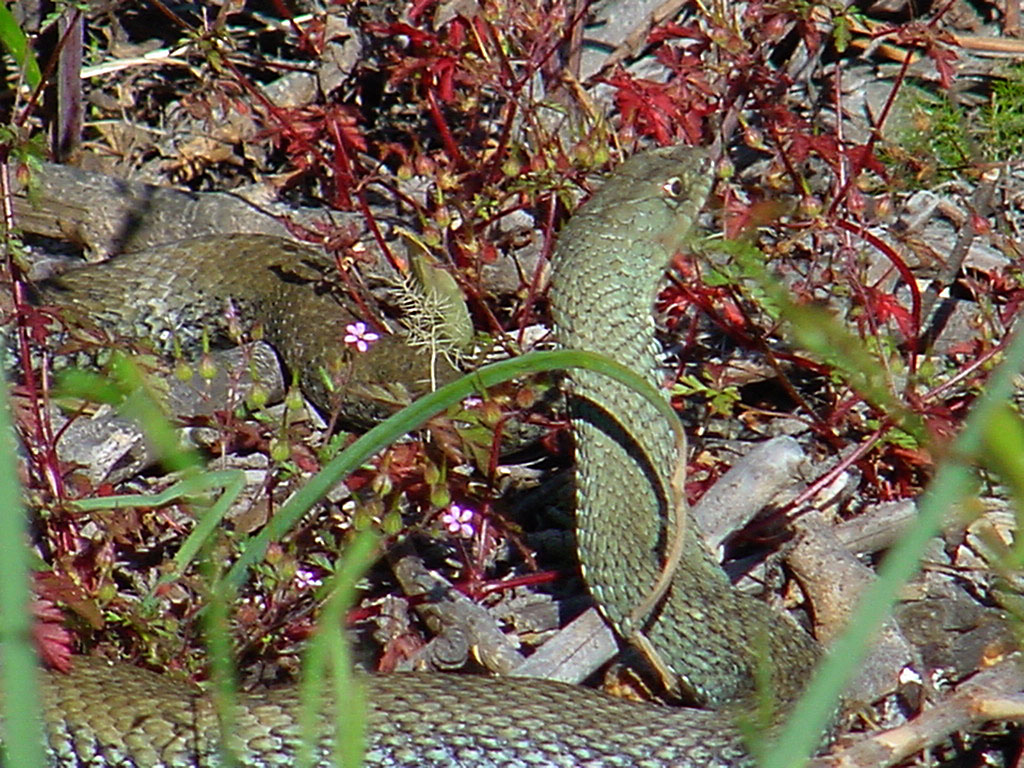
Malpolon monspessulanus, Serp verda
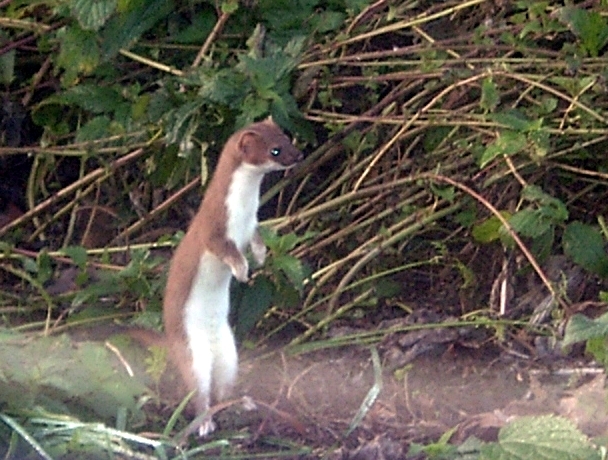
Mustela nivalis, Mostela
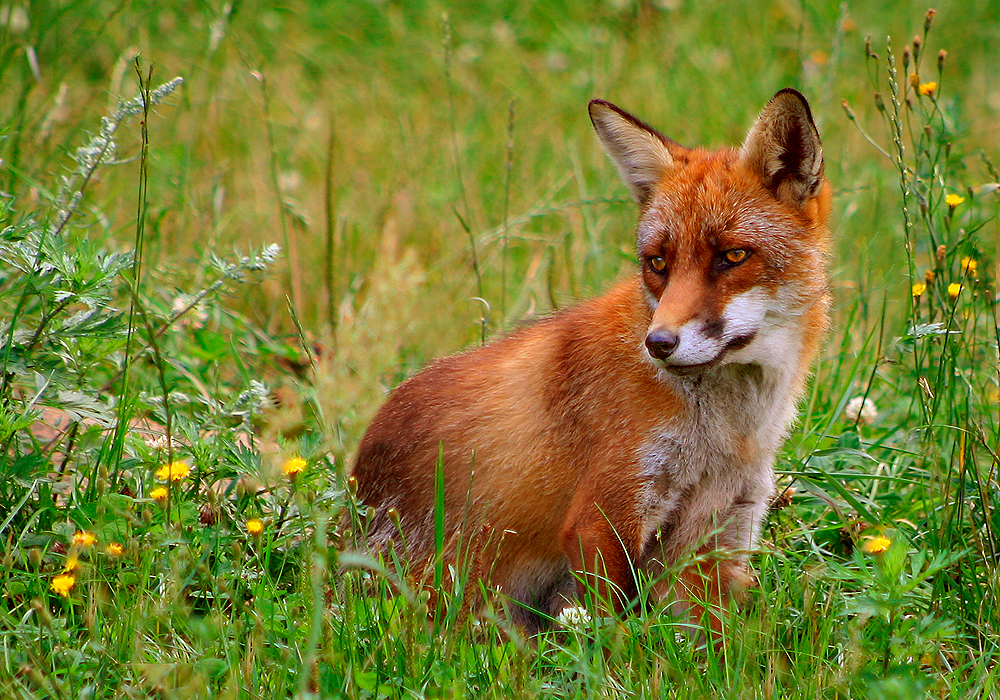
Vulpes vulpes, Rabosa
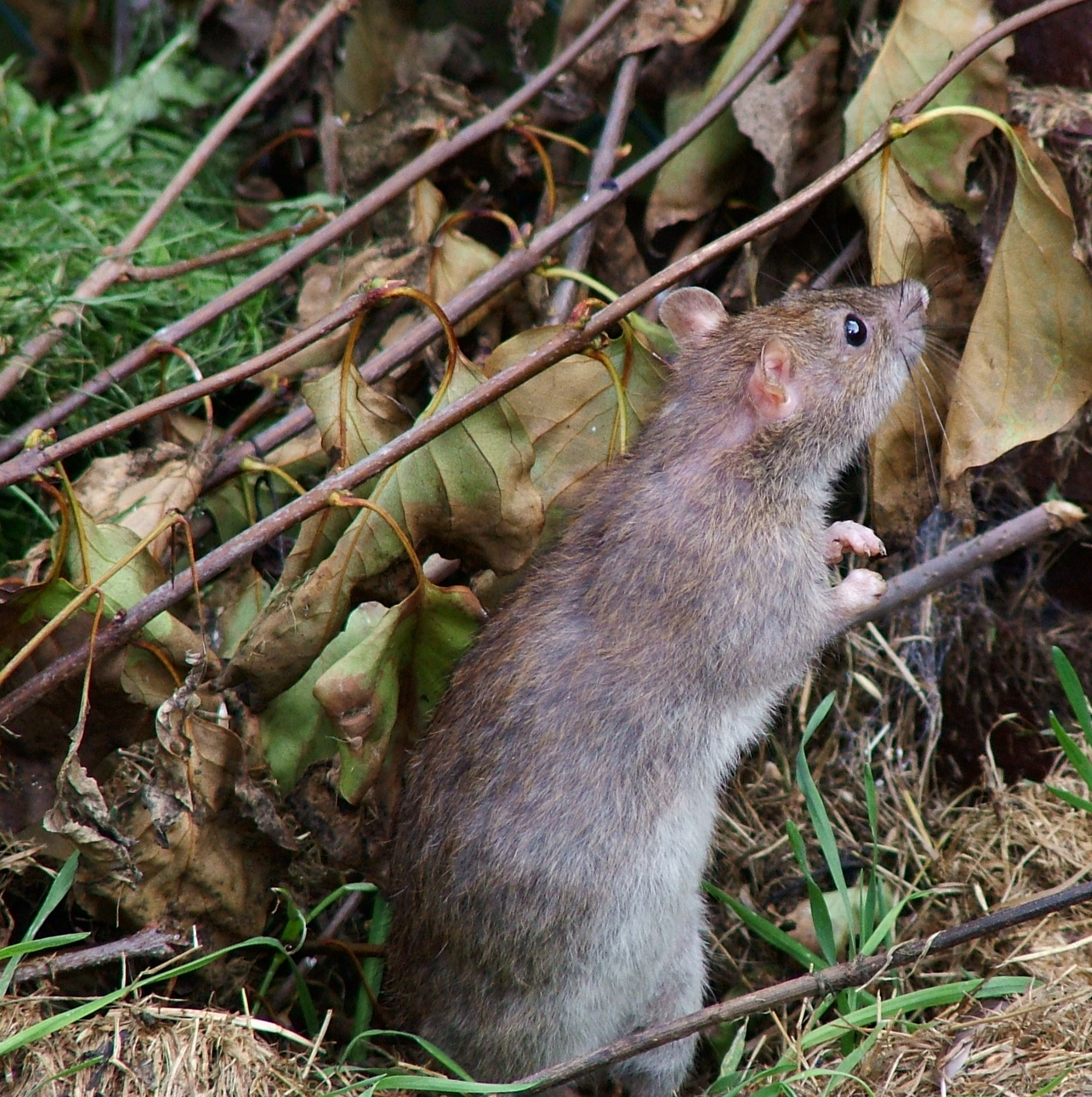
Rattus norvegicus, Rata comuna
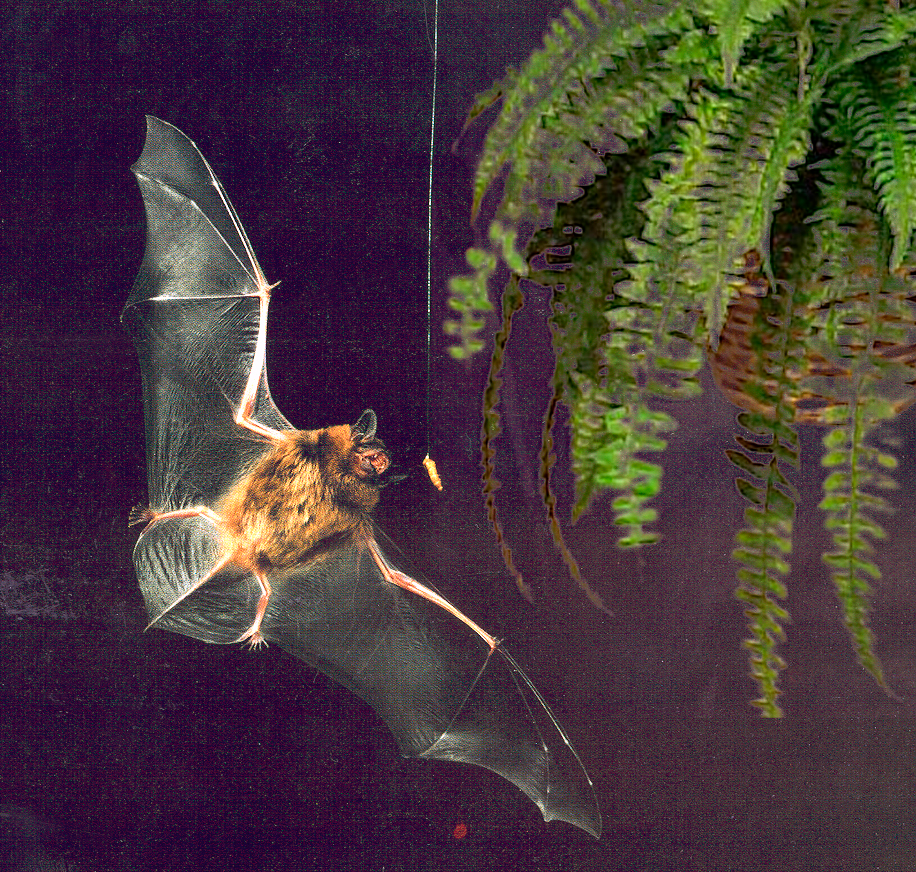
Miniopterus schreibersii, Rata penada

.

## Municipis
Les dades bàsiques dels «31 municipis», amb les xifres de població del padró municipal d'habitants 2023, són:
| Municipi                    | Habitants (2023) | Sup. (km²) | Dens. (2023) (hab./km²) |
| --------------------------- | ---------------- | ---------- | ----------------------- |
| Gandia                      | 78.108           | 60,8       | 1.284,7                 |
| Oliva                       | 25.558           | 59,9       | 426,7                   |
| Tavernes de la Valldigna    | 17.443           | 49,2       | 354,5                   |
| Xeraco                      | 5.923            | 20,2       | 293,2                   |
| Bellreguard                 | 4.811            | 2,9        | 1.659,0                 |
| Vilallonga                  | 4.667            | 43,3       | 107,8                   |
| la Font d'en Carròs         | 3.858            | 9,9        | 389,7                   |
| Daimús                      | 3.348            | 3,1        | 1.080,0                 |
| Simat de la Valldigna       | 3.251            | 38,5       | 84,4                    |
| Piles                       | 3.031            | 3,9        | 777,2                   |
| Miramar                     | 2.978            | 2,6        | 1.145,4                 |
| el Real de Gandia           | 2.649            | 6,1        | 434,3                   |
| Almoines                    | 2.519            | 2,1        | 1.199,5                 |
| Xeresa                      | 2.263            | 16,9       | 133,9                   |
| Beniarjó                    | 1.872            | 2,8        | 668,6                   |
| Palma de Gandia             | 1.735            | 14,0       | 123,9                   |
| Ador                        | 1.699            | 13,8       | 123,1                   |
| Benirredrà                  | 1.571            | 0,4        | 3.927,5                 |
| Benifairó de la Valldigna   | 1.554            | 20,2       | 76,9                    |
| l'Alqueria de la Comtessa   | 1.523            | 2,1        | 725,2                   |
| Barx                        | 1.476            | 16,1       | 91,7                    |
| Rafelcofer                  | 1.372            | 2,0        | 686,0                   |
| Ròtova                      | 1.292            | 7,5        | 172,3                   |
| Potries                     | 1.080            | 3,1        | 348,4                   |
| Palmera                     | 1.043            | 1,0        | 1.043,0                 |
| Guardamar de la Safor       | 605              | 1,1        | 550,0                   |
| Llocnou de Sant Jeroni      | 567              | 6,5        | 87,2                    |
| Beniflà                     | 484              | 0,6        | 806,7                   |
| Alfauir                     | 477              | 6,2        | 76,9                    |
| Almiserà                    | 279              | 7,4        | 37,7                    |
| Castellonet de la Conquesta | 149              | 5,4        | 27,6                    |
| la Safor                    | 179.185          | 429,6      | 417,1                   |

## Delimitacions històriques
La comarca de la Safor és de creació moderna, l'any 1989, i hi comprèn part de les antigues comarques de la Valldigna, i l'Horta de Gandia. Aquestes comarques antigues apareixen al mapa de comarques d'Emili Beüt "Comarques naturals del Regne de València" publicat l'any 1934. Per aquest motiu de vegades s'utilitza també l'expressió Safor-Valldigna per designar aquest territori.

## Cultura

### Literaturaa la Safor
Autors clàssics:
Ausiàs March (Beniarjó, Safor, 1400 - València, 3 de març de 1459)
Joan Martorell (Gandia, aprox 1413 - València, 1468)
Joan Roís de Corella (Gandia o València, 1435 - València, 6 d'octubre de 1497)
Autors moderns:
Gregori Maians i Siscar (Oliva, 1699 - València, 1781)
Aquest humanista, condicionat per la desaparició del Regne de València i la nova concepció dels regnes hispans, per causa del Decret de Nova Planta, va adquirir força importància en els cercles intel·lectuals hispànics i encara fou més valorat per determinats cercles europeus. Per causa de la persecució de la llengua i la cultura valencianes, es va centrar en l'estudi de la literatura, el dret i l'humanisme castellans.
Renaixença a la Comarca de la Safor.
El moviment cultural va tindre com a actors destacats una delegació de Lo Rat Penat a la comarca.
La Sociedad del Estímulo Científico va tenir com a objectiu el foment de la producció literària i l'estudi de les Humanitats i Ciències.
El diaris El Litoral, La Razón i La Donsayna, van tindre una vida molt curta. La seua llengua predominant era el castellà.
La Renaixença es va quedar en un intent, ja que el mediocre nivell intel·lectual i polític dels pensadors, literats i intel·lectuals de l'època no va permetre la reivindicació i la dignificació i desenvolupament de la nostra llengua i la nostra història com a Regne.
Des dels anys 1880 fins a la Segona República espanyola, es va continuar amb la tònica general de l'absència d'intel·lectuals interessats a la nostra llengua. Sempre es mirava amb por dissimulada i complex d'inferioritat les consignes i modes provinents de Castella i les capitals castellanes, com ara Madrid.
Durant els anys 30 del segle xx, coincideixen dos escriptors en valencià dignes de menció: Francesc Valiente (Tavernes de la Valldigna) i Francesc M. Miret (Beniopa).
Les dictadures espanyoles i la curta durada dels períodes democràtics van impedir cap reviscolament de sentiment valencianista fins als anys 60 del segle passat.
Literatura durant la dictadura franquista.
Francesc Ferrer i Pastor (La Font d'En Carròs (La Safor) 1918 - València 2000)
Josep Piera i Rubió (Beniopa, la Safor, 30 de maig de 1947)
Francisco Brines Bañó (Oliva, la Safor, 1932-2021)

## Imatges de la Safor

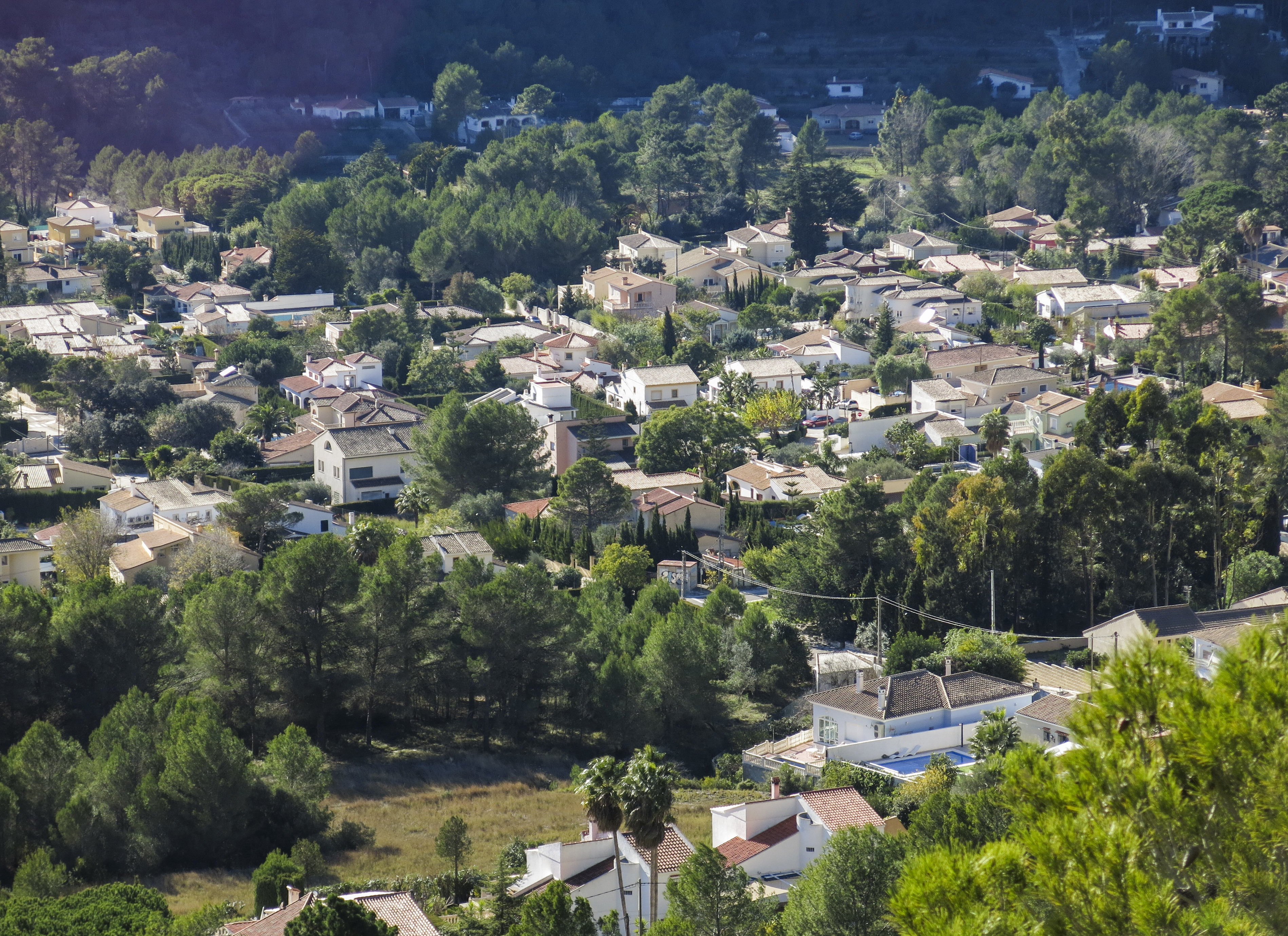
La Drova
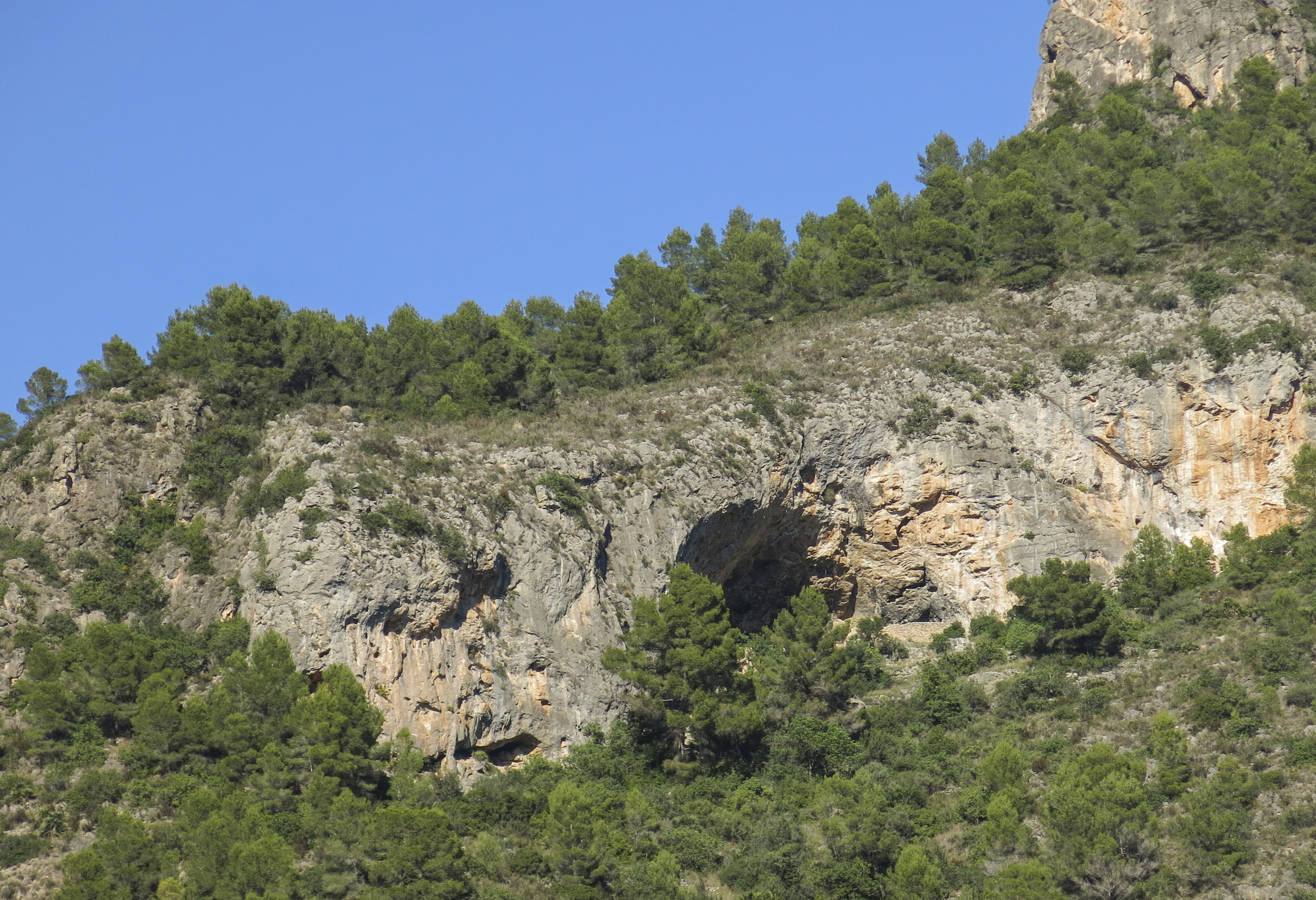
Serra Falconera
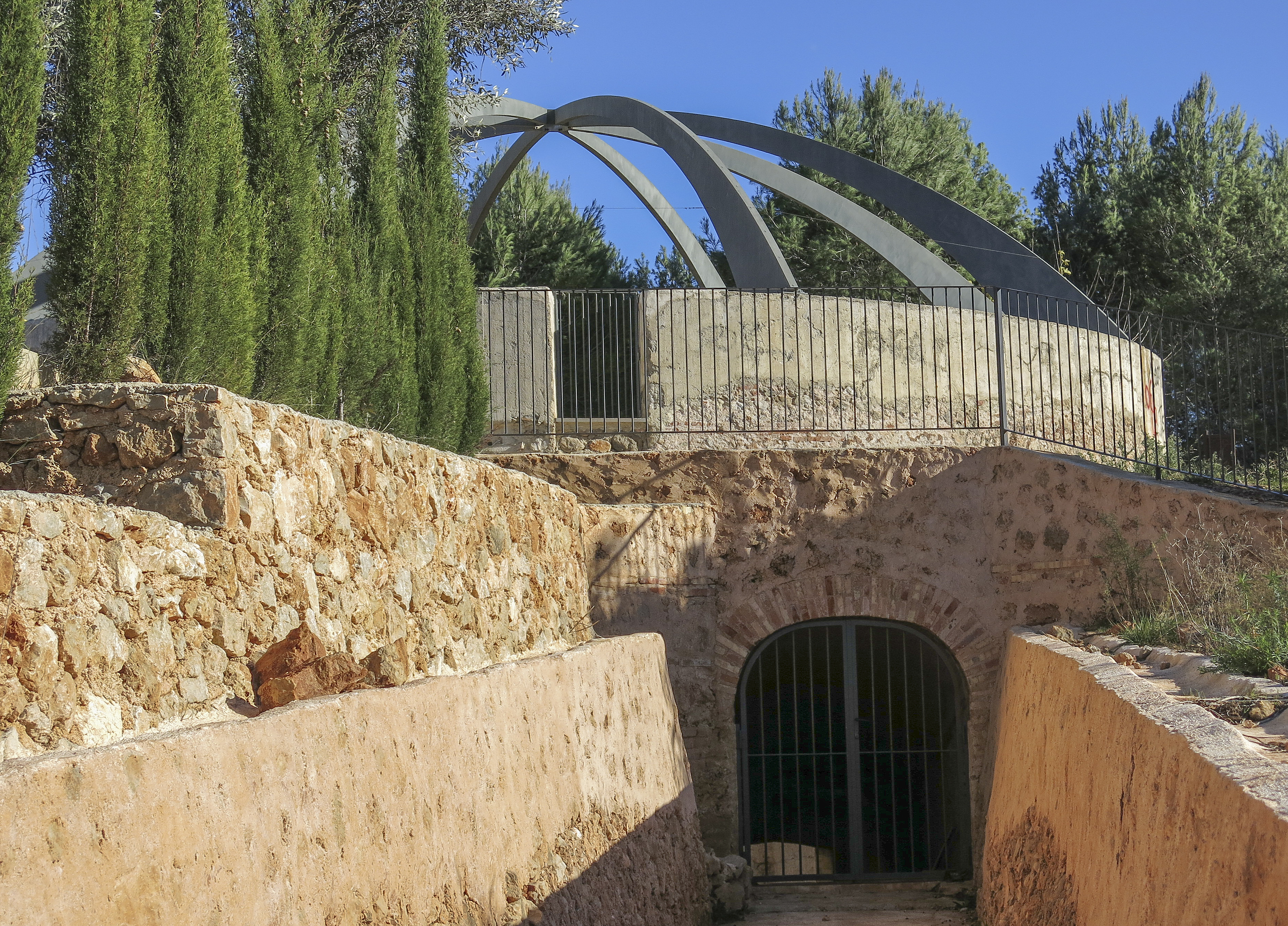
Pou de neu, Barx
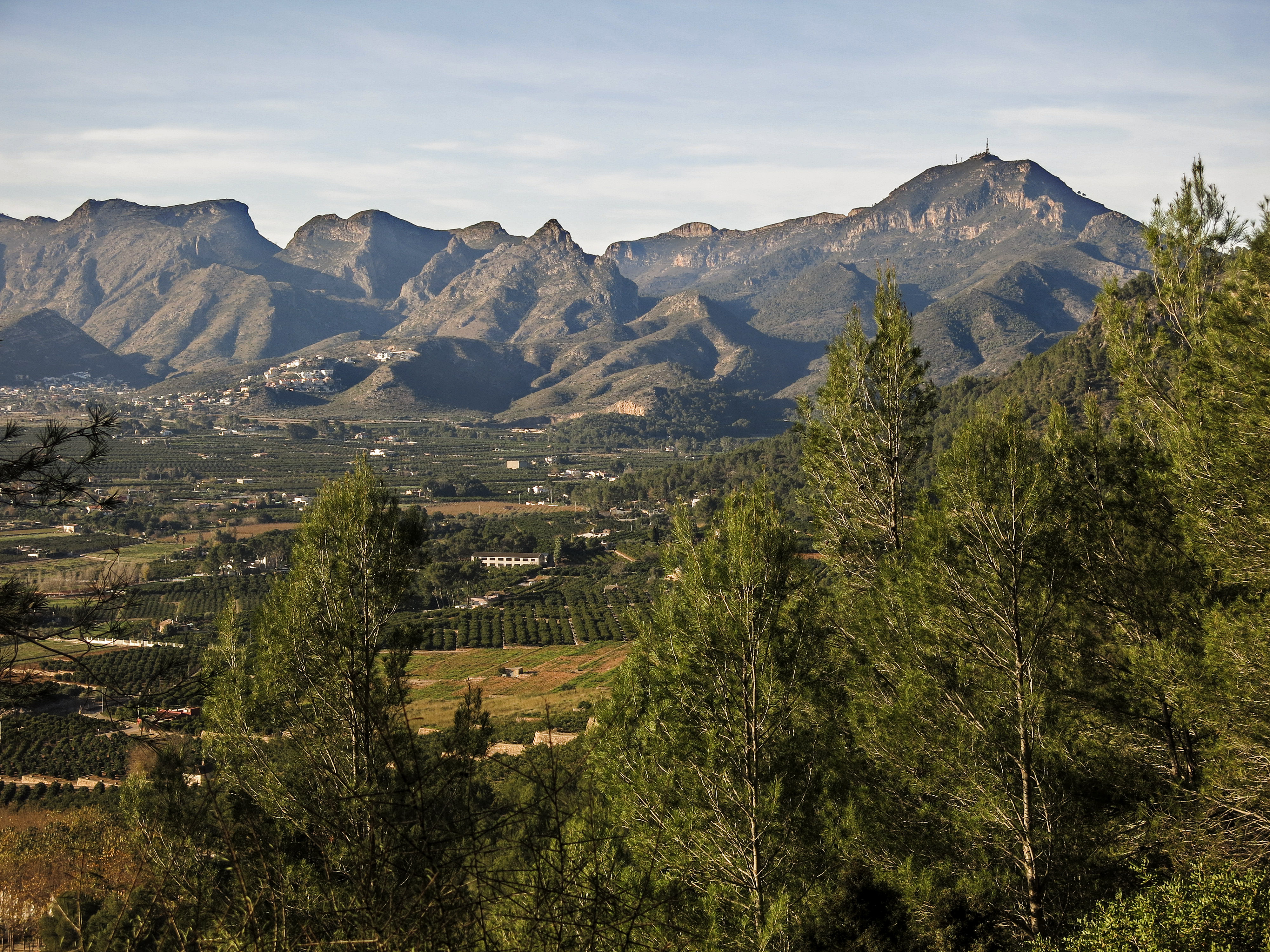
Pla de Marxuquera i Mondúber
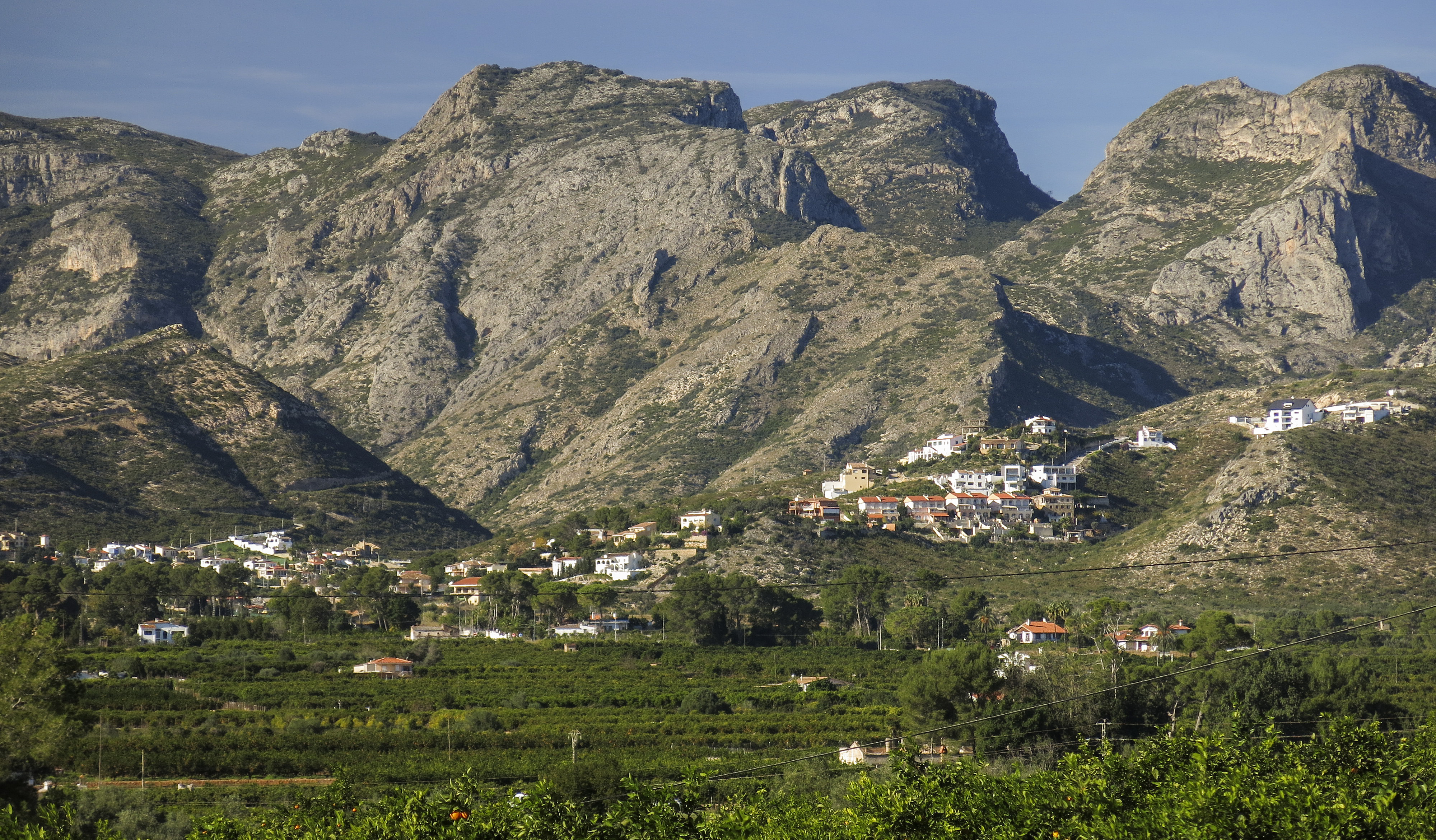
Urbanitzacions de Marxuquera
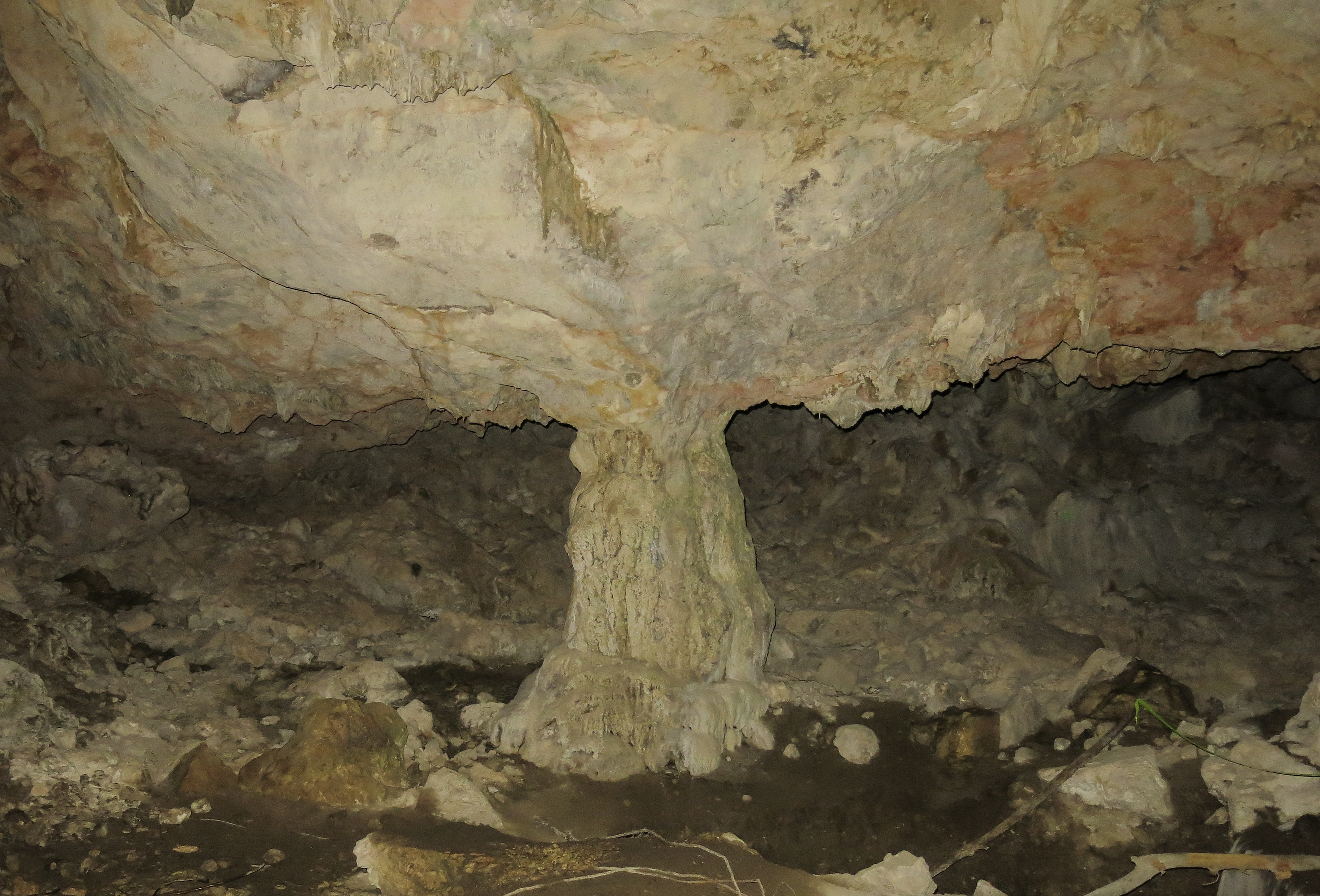
Cova Negra a la serra Falconera
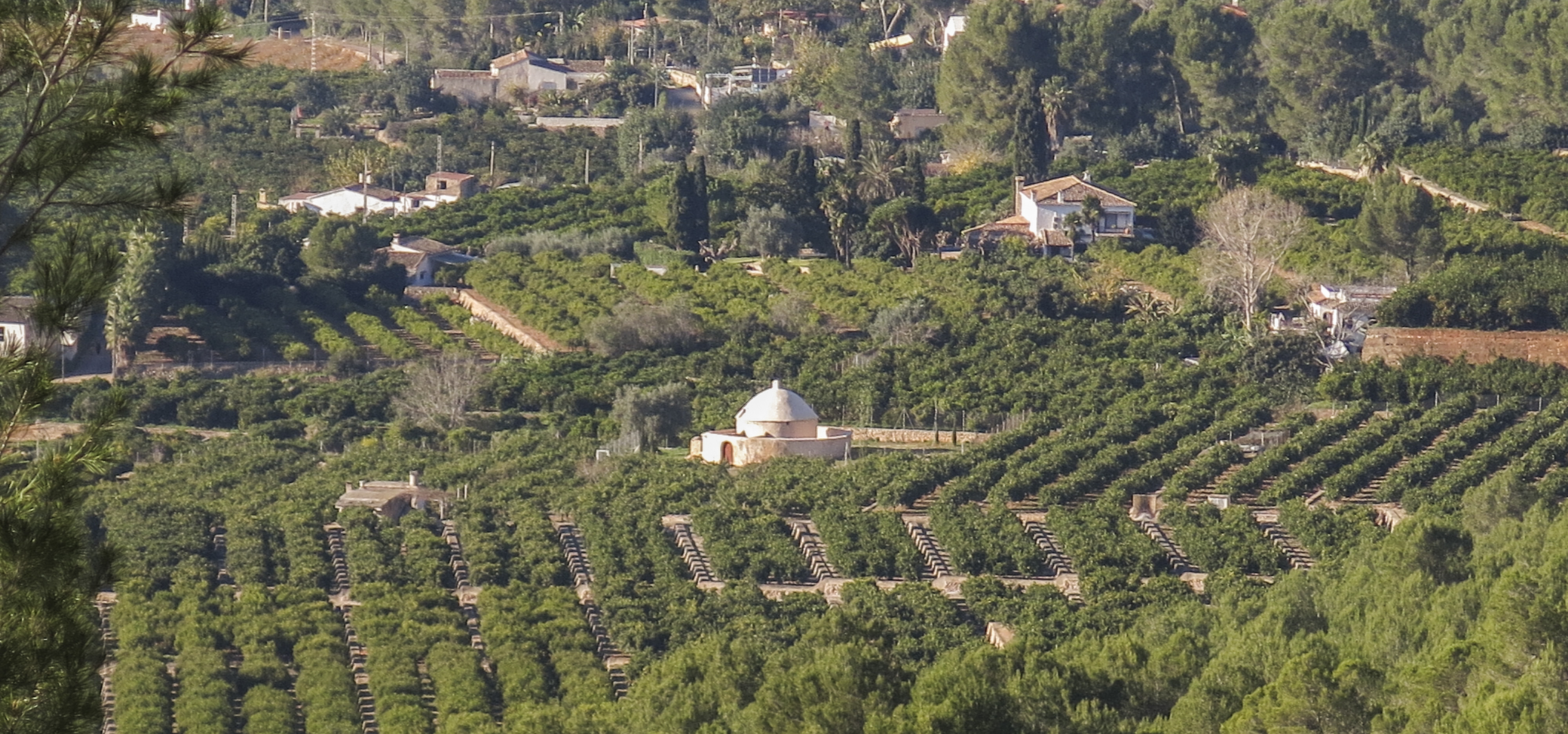
El Morabet entre tarongers